# پارک الازهر
پارک الازهر (عربی: حديقة الأزهر) یکی از بزرگ‌ترین پارک‌های قاهره بزرگ و یکی از بزرگ‌ترین و زیباترین پارک‌های دنیا می‌باشد. این پارک از سوی آقاخان امام حاضر اسماعیلیان جهان به عنوان تحفه برای مردم و شهر قاهره اعمار شده است. 
این پارک در مساحتی معادل ۸۰ فدان که برابر با ۳۰ هکتار است بنا شده‌است که در گذشته از این مکان برای ریختن زباله و آشغال و دیگر وسایل دور ریخته شده برای مدت هزار سال استفاده می‌شده‌است. در سال ۱۹۸۴ پروژه ساخت این پارک اعلام و آغاز گشت و در سال ۲۰۰۵ برای بازدیدکنندگان گشایش یافت. ساختن این پارک ۷ سال به طول انجامید و هزینه آن به‌طور اجمالی برابر با ۱۰۰ میلیون جنیه (واحد پول مصر) که از طرف مؤسسه آقاخان برای آبادسازی اسلامی پرداخت گردید.

## موقعیت پارک الازهر
در سمت غرب این پارک شهر فاطمیه قدیم و در امتداد آن درب الاحمر (قرمز) که هر دوی آن‌ها یعنی شهر فاطمیه و درب الاحمر دارای مساجد بسیار و بقعه‌ها و آرامگاه‌ها و تزیین شده با یک نوار از مناره‌های پی در پی قرار دارد. در سمت جنوب پارک مسجد سلطان حسن و قلعه صلاح الدین ایوبی قرار دارد. تپه‌ای که این پارک روی آن ساخته شده‌است برای بازدیدکنندگان یک منظر و دیدگاه مرتفع و مشرفی و با چشم‌انداز وسیعی به صورت ۳۶۰ درجه‌ای ایجاد می‌کند که می‌توان از آنجا بسیاری از مناظر جذاب قاهره تاریخی را مشاهده و تماشا کرد، قبل از شروع ساختن این پارک از این محل برای ریختن زباله و… استفاده می‌شده‌است، لذا کارگران مجبور به پاکسازی این محل از انبوه زباله‌هایی که در طول ۵۰۰ سال جمع شده بود شدند، از این محل تقریباً ۸۰۰۰۰ کامیون زباله که طی قرون جمع شده بود خارج گردید، در حین آماده‌سازی این محل برای بنای این پارک بسیاری از اکتشافات بزرگی نیز اتفاق افتاد که شامل کشف دیوار شهر الایوبیه که به قرن ۱۲ میلادی و به دوره صلاح الدین ایوبی برمی‌گشت، علاوه بر این تعداد زیادی خشت‌های نوشته شده به خط هیروگلیفی کشف گردید، این سنگ‌های بسیار قدیمی که طول بعضی از آن‌ها یک متر می‌شد برای درست کردن دیوار شهر صلاح الدین (الایوبیه) استفاده شده بود. برای کشف کامل دیوار که در طول زمان در این نقطه مدفون شده بود کارگران مجبور به حفر عمیق محل تا ۱۵ متر شدند و توانستند یک و نیم کیلومتر از دیوار را با برج و باروی کامل بدون هیچ خرابی از زیر خاک بیرون بکشند، مهندس ماهر ستینو مصری با کمک امکانات کامل شرکت‌های مصری اینکار را انجام داد و اجرا کرد.

## تاثیر باغ روی زندگی مردم محل
علاوه بر اینکه باغ الازهر سالانه هزاران گردشگر را از سراسر جهان میزبان می‌کند، تاثیر به سزای در بهبود بخشیدن کیفیت زندگی مردم محل داشته است. الاحمر به خاطر این باغ دیگر یک محل فراموش شده و منزوی نیست بلکه در محور توجه بوده و قیمت زمین و منازل در این محل افزایش یافته و کاروبار مردم رونق گرفته است. بنیاد فرهنگی آقاخان برای حفظ میراث تاریخی محل چند برنامه‌ حفظ و مرمت میراث فرهنگی را نیز اجرا کرده است. 

## نگارخانه

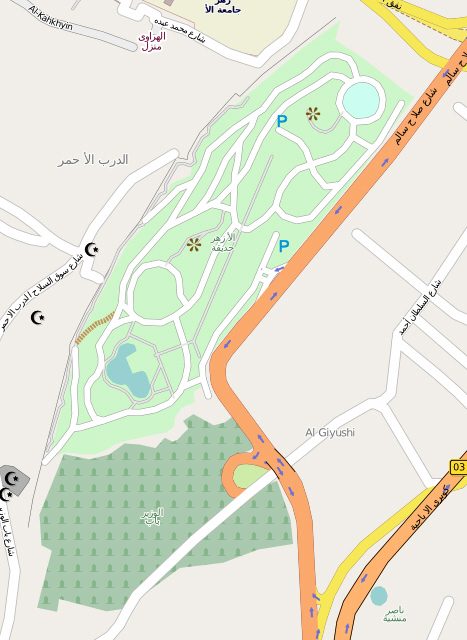
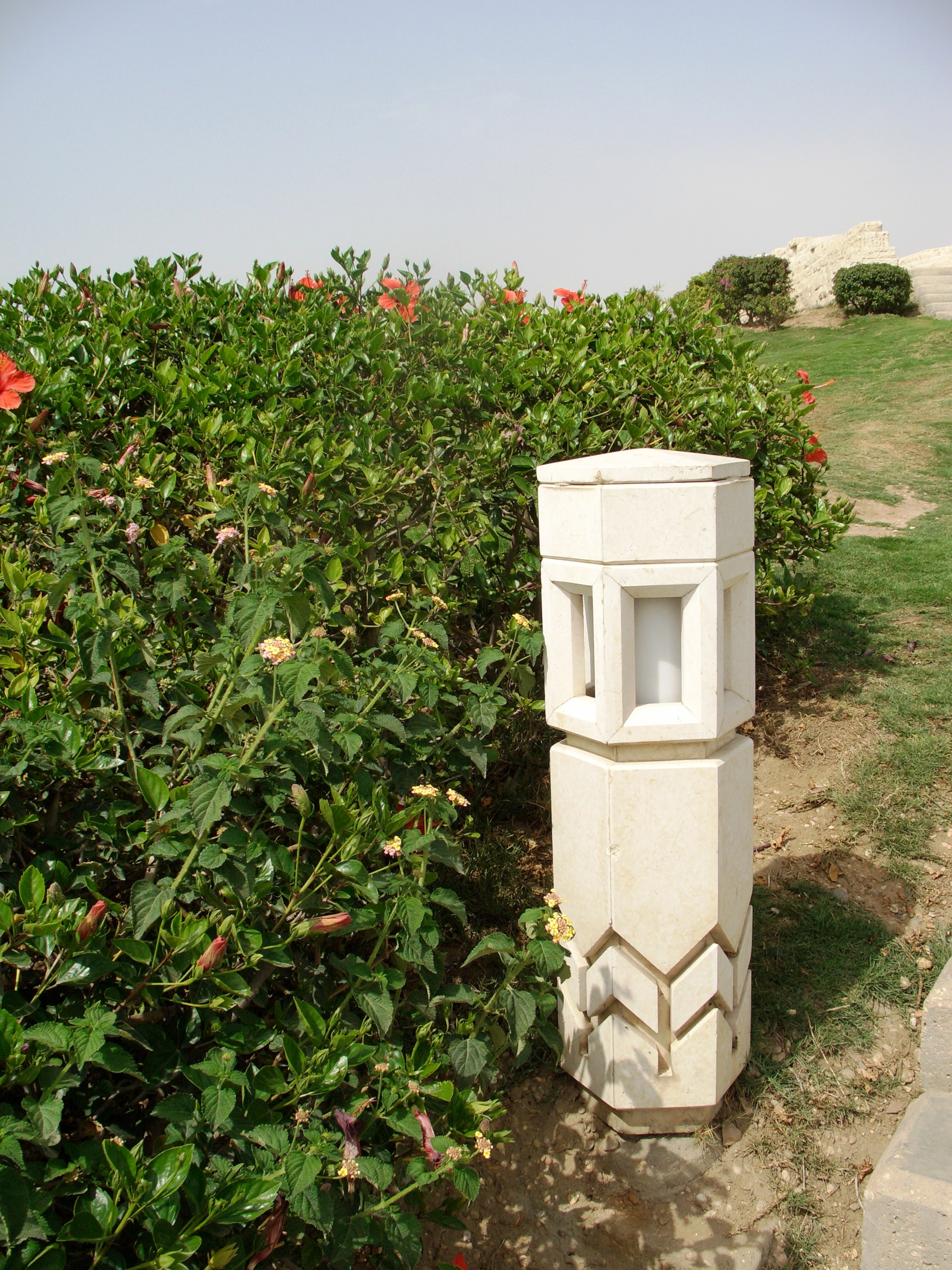
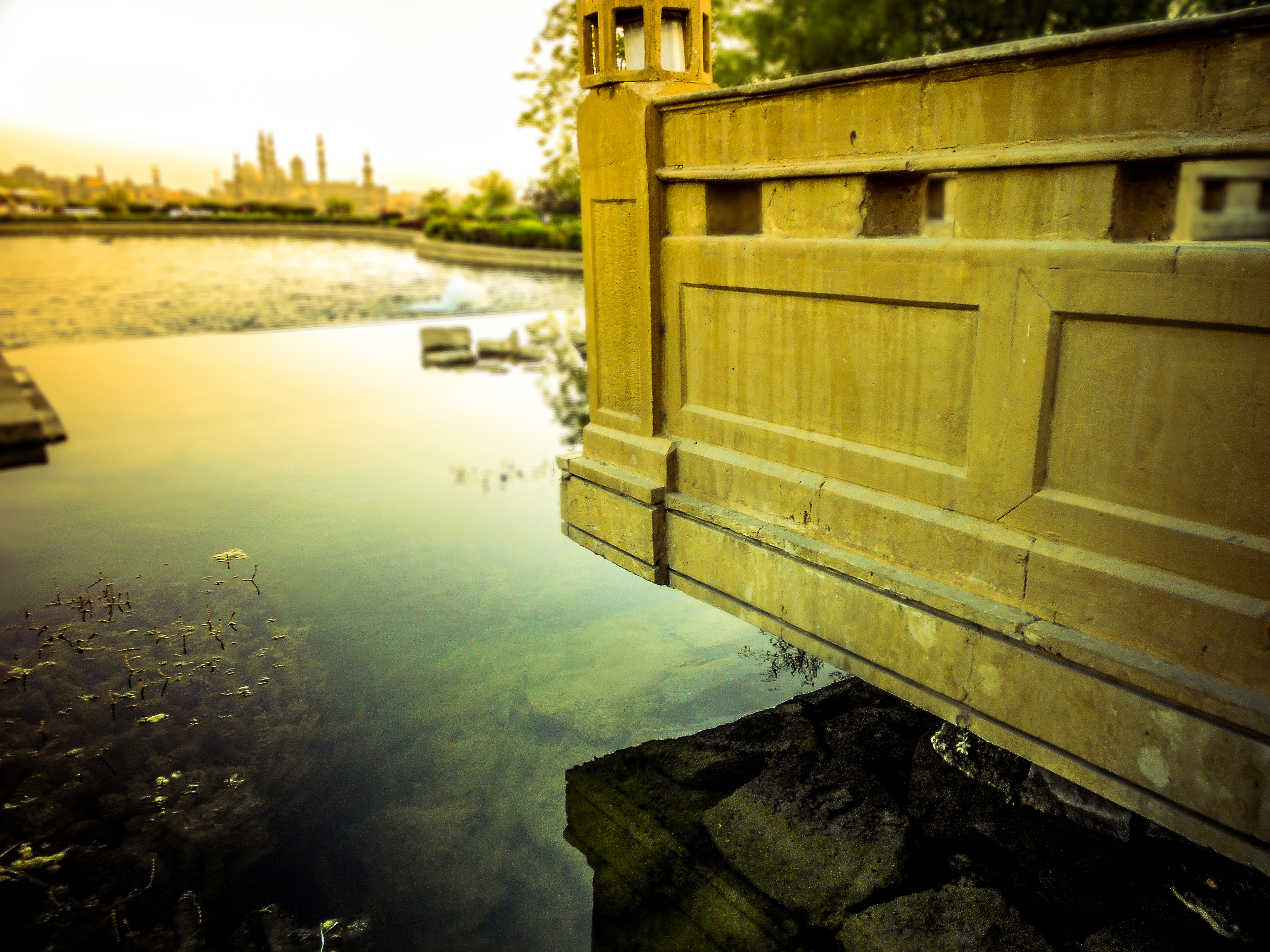
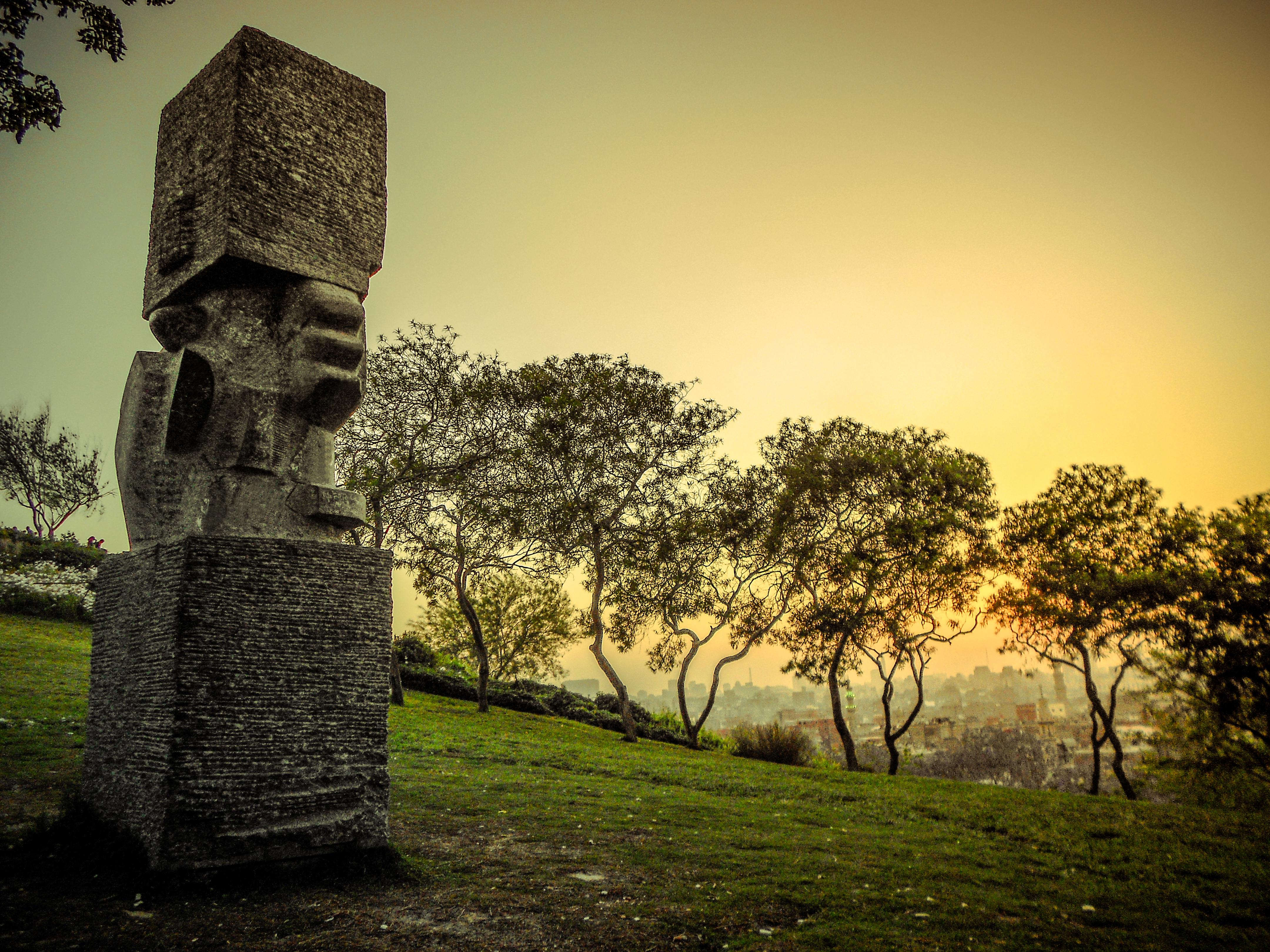
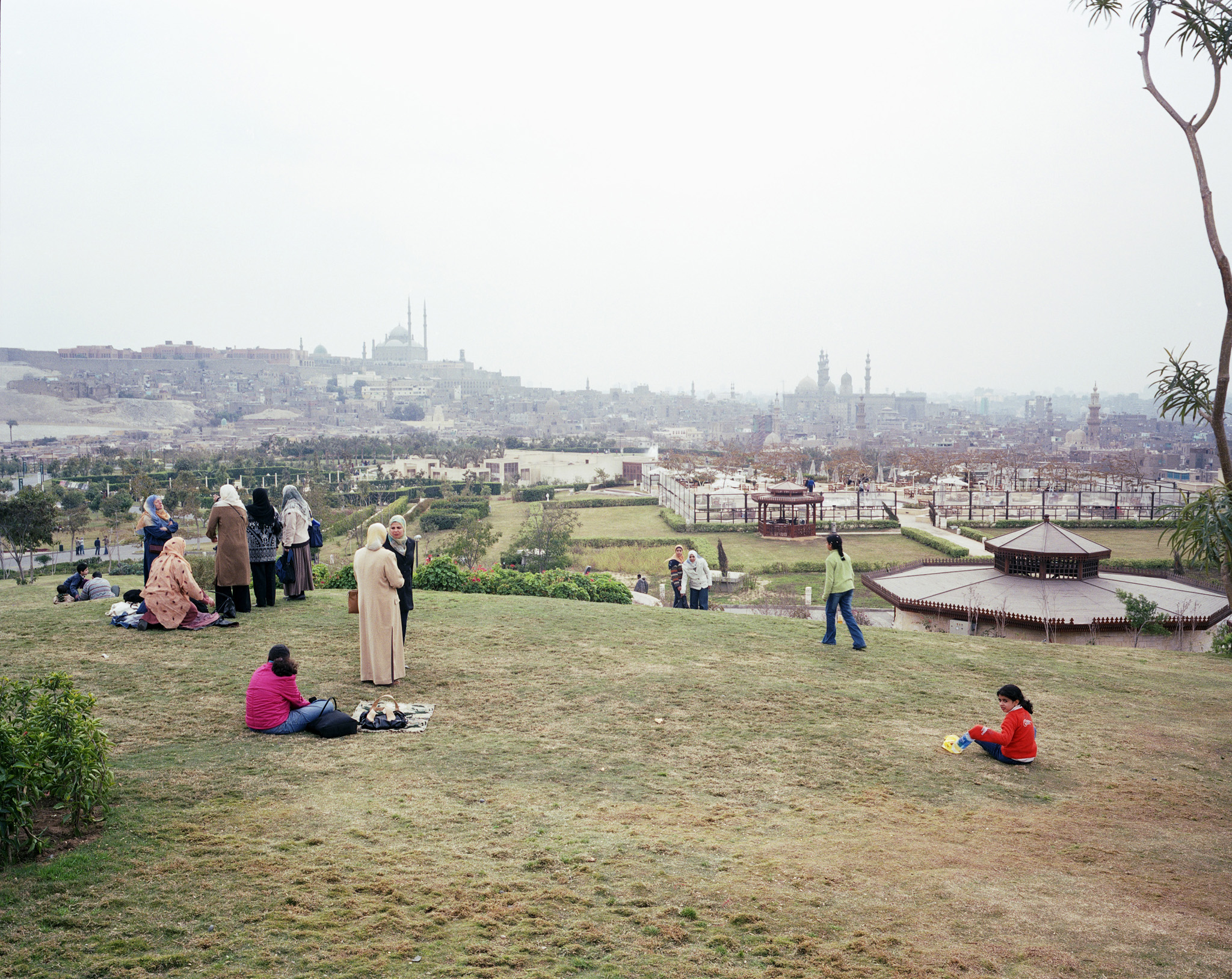
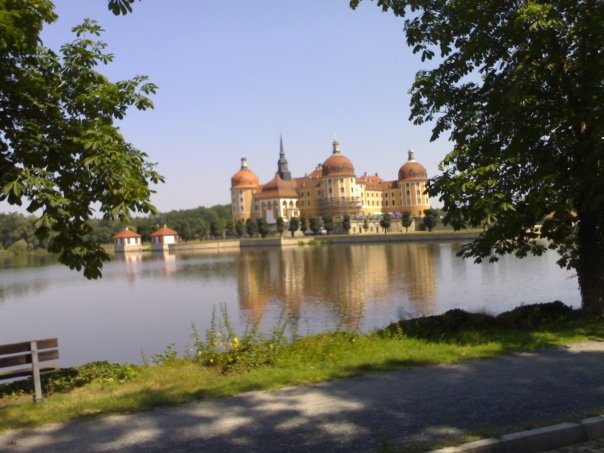
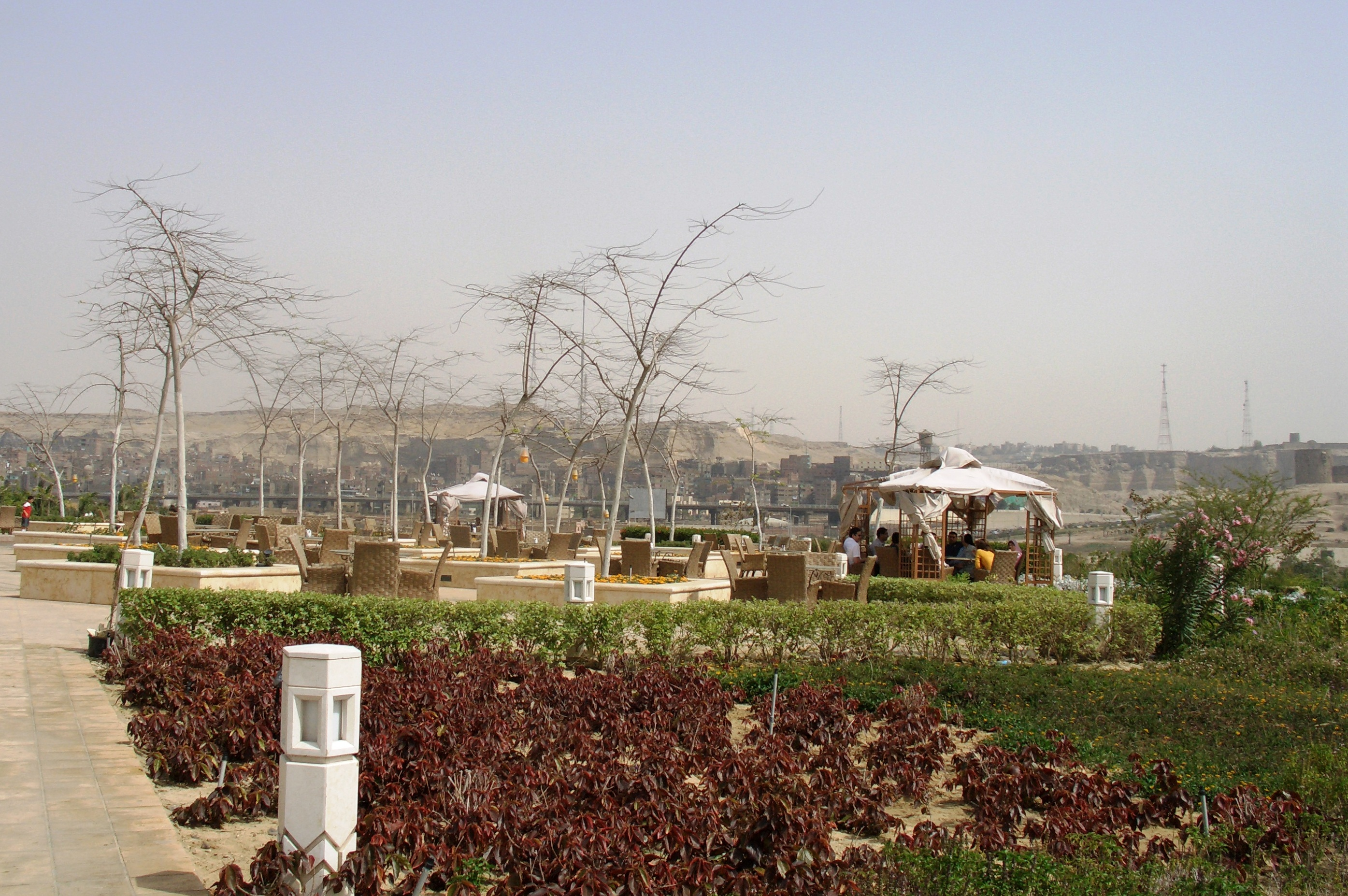
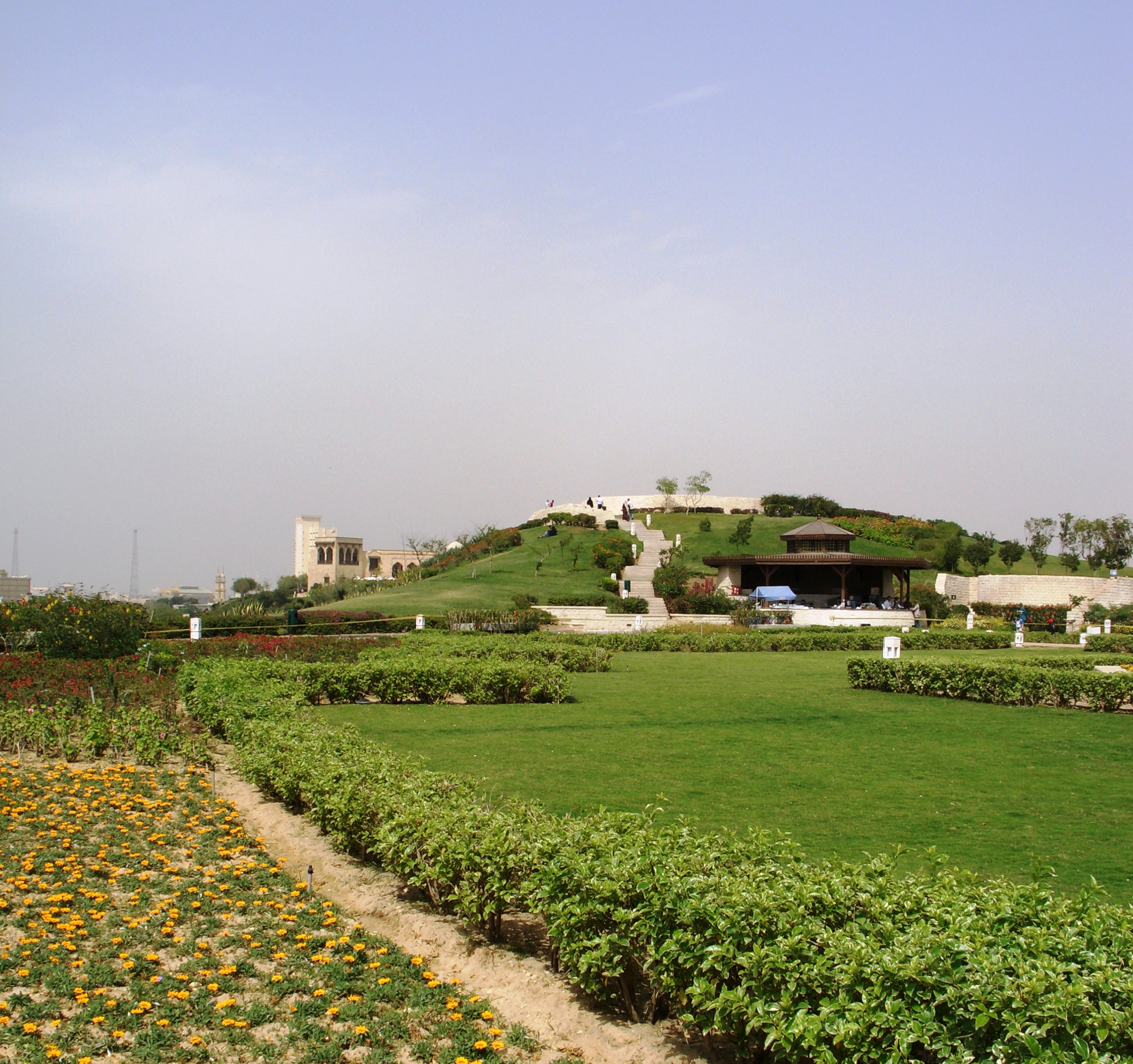
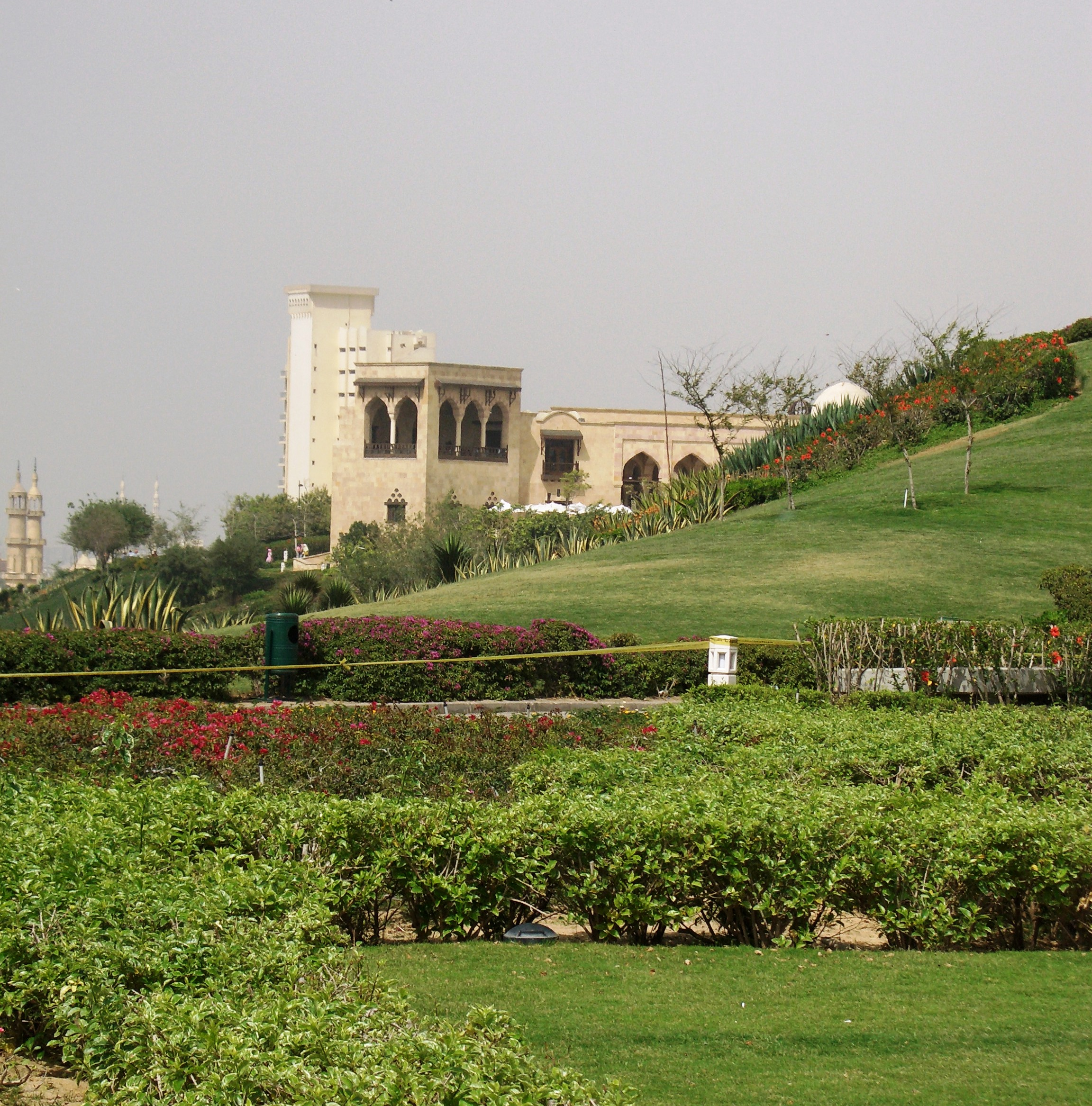
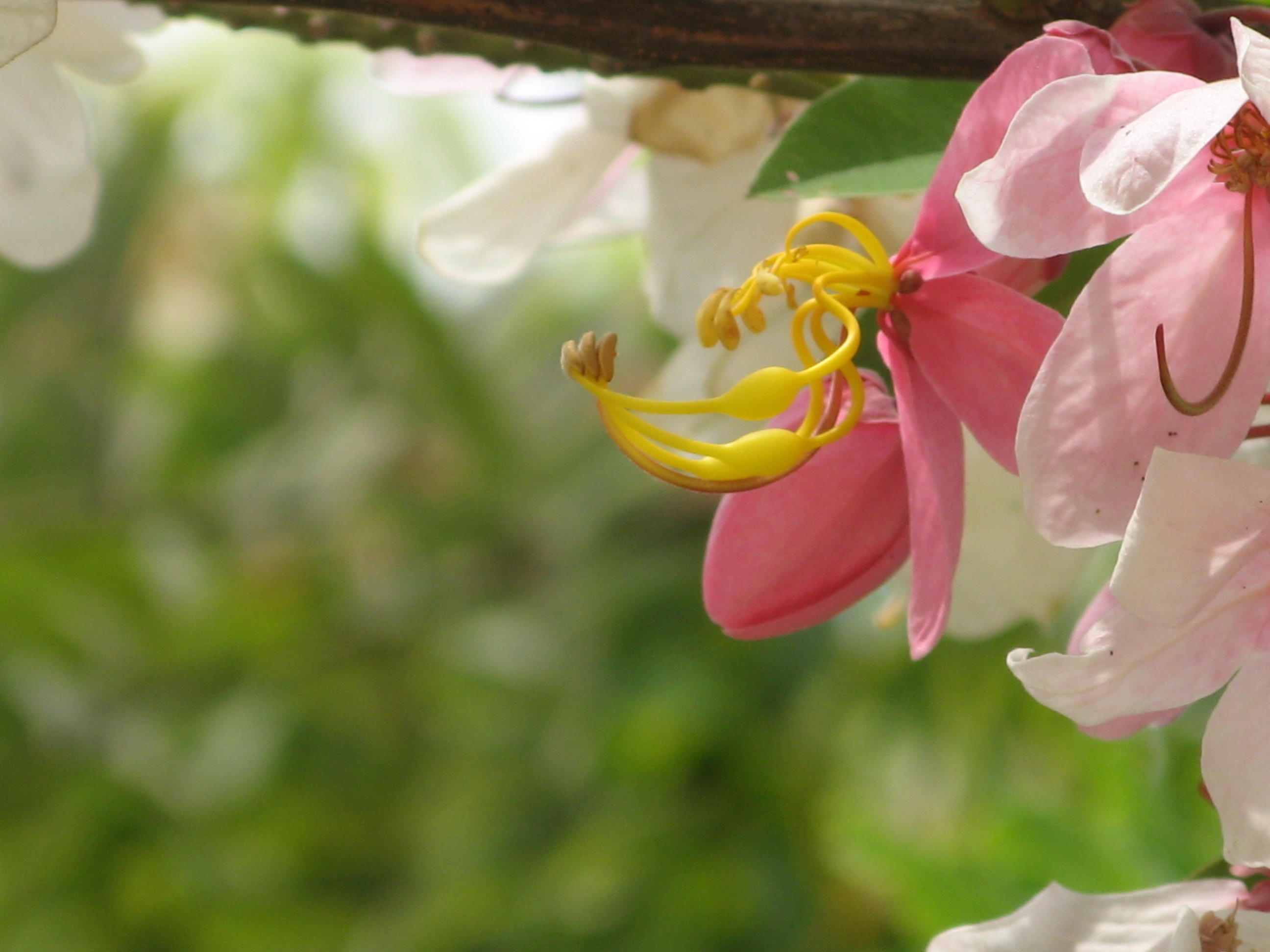
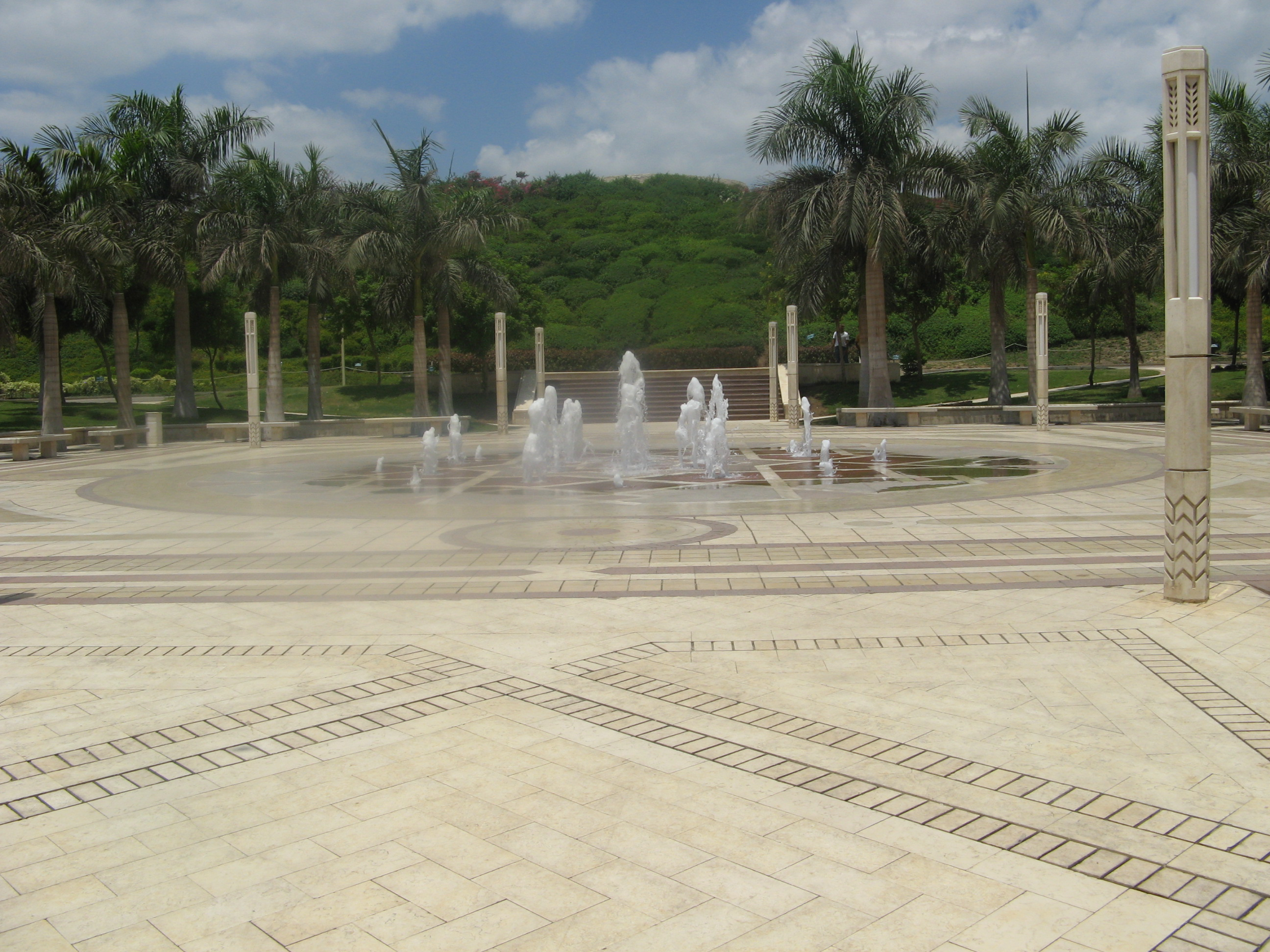
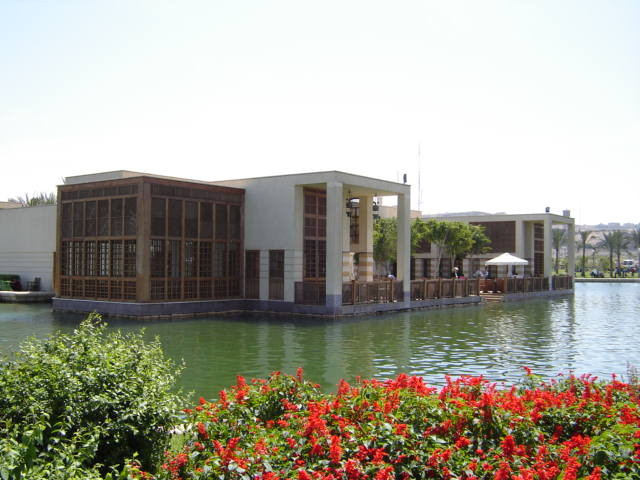
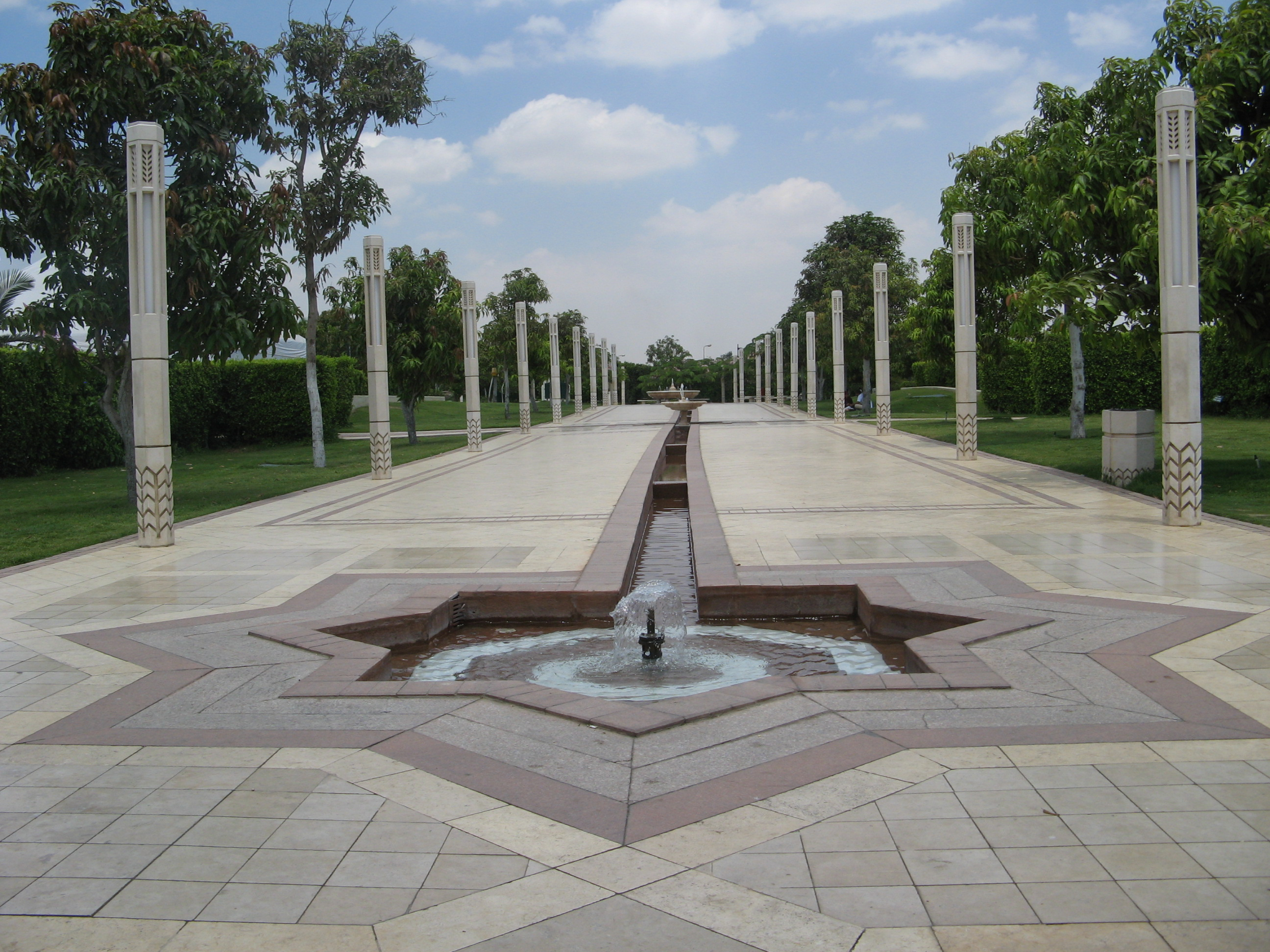
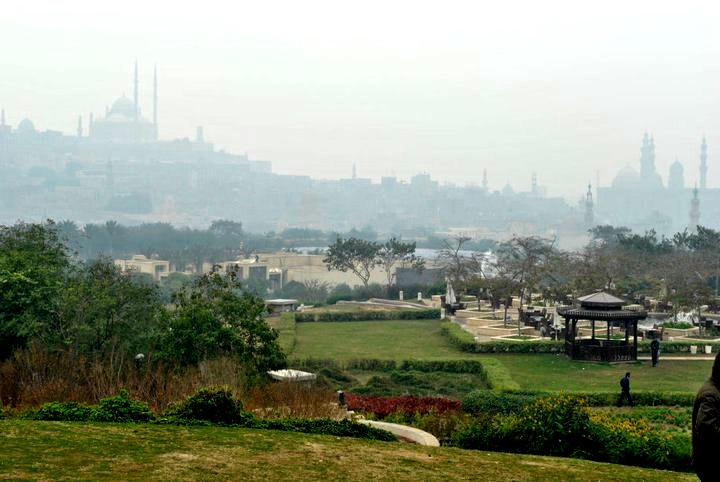
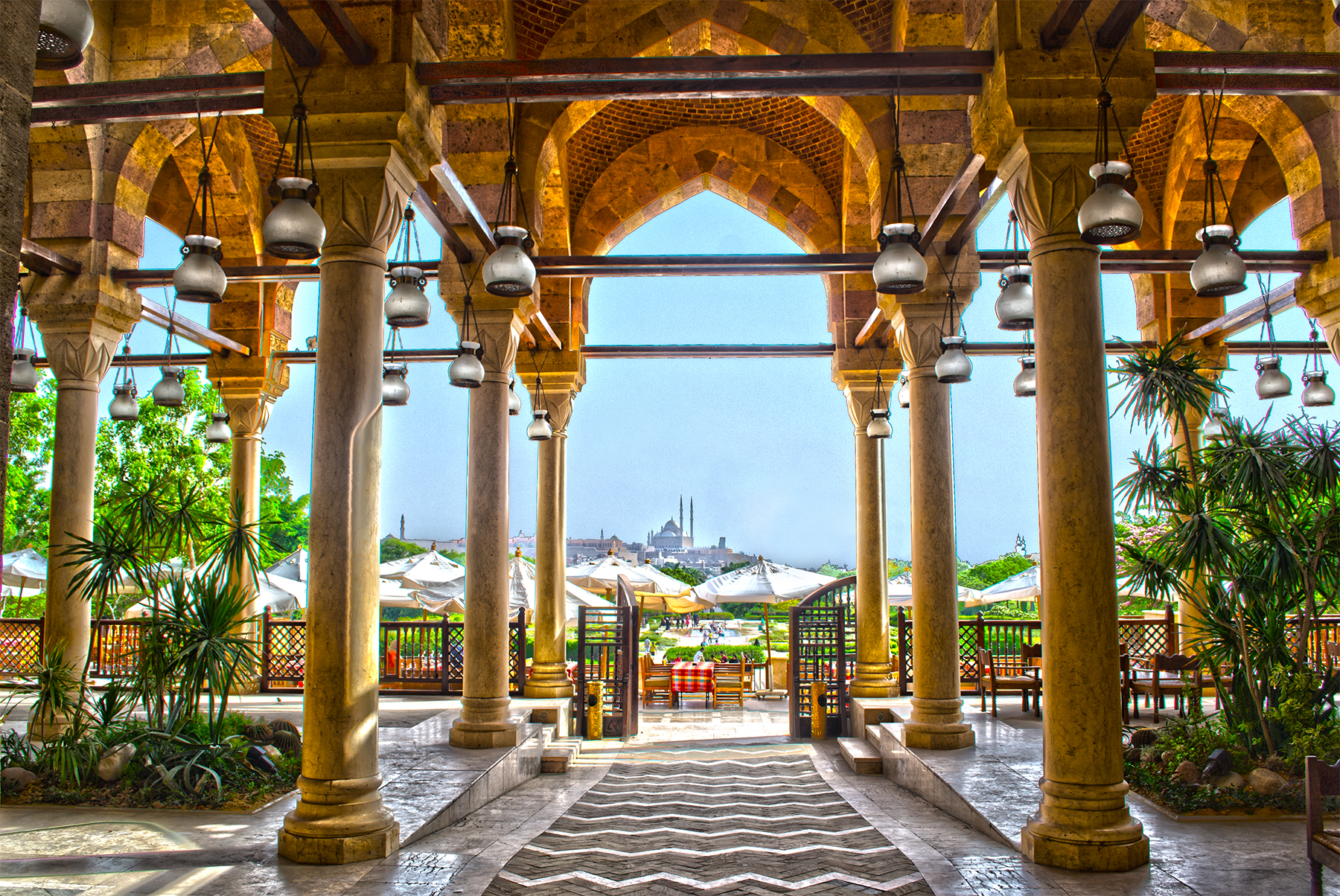
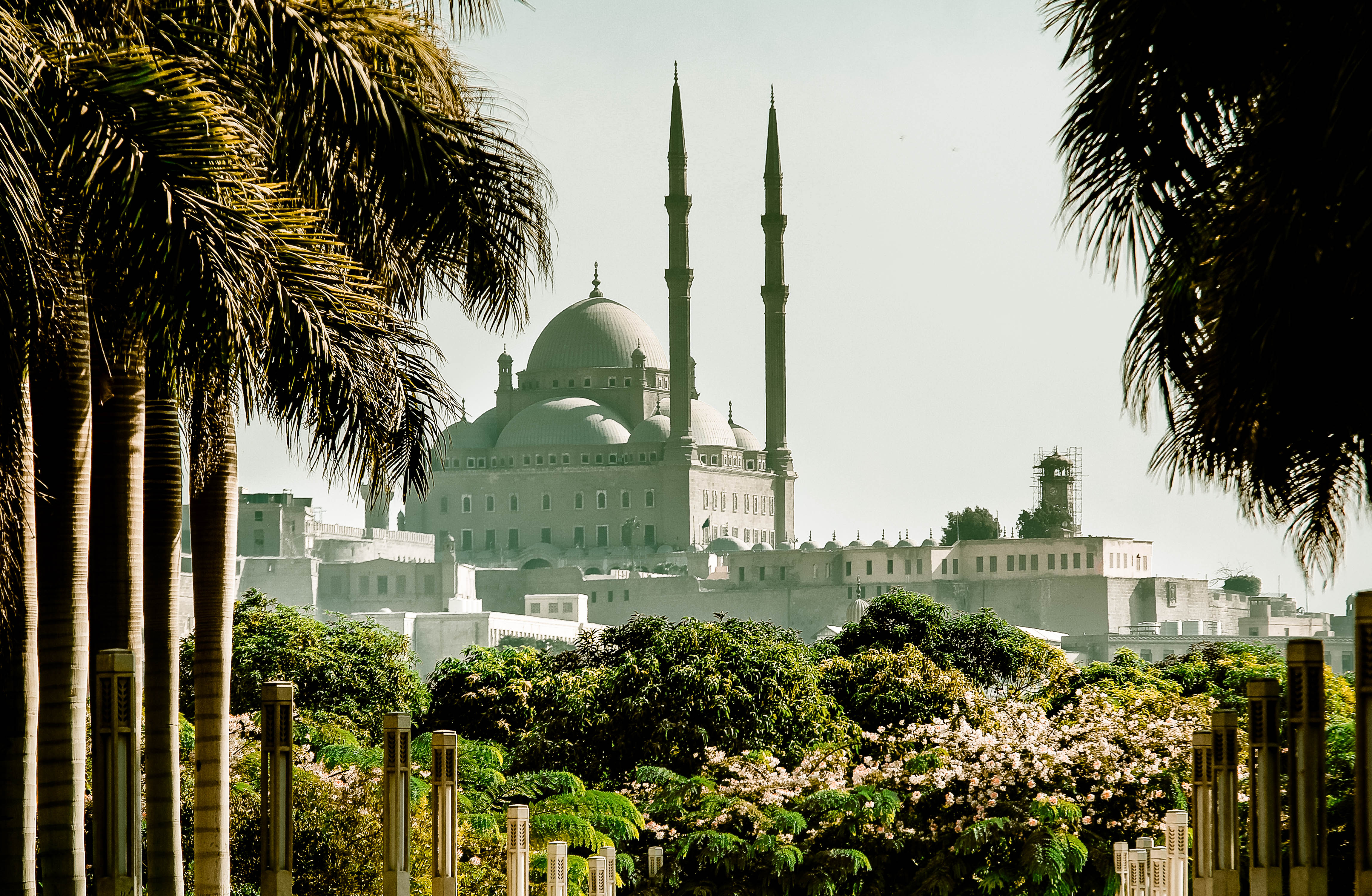
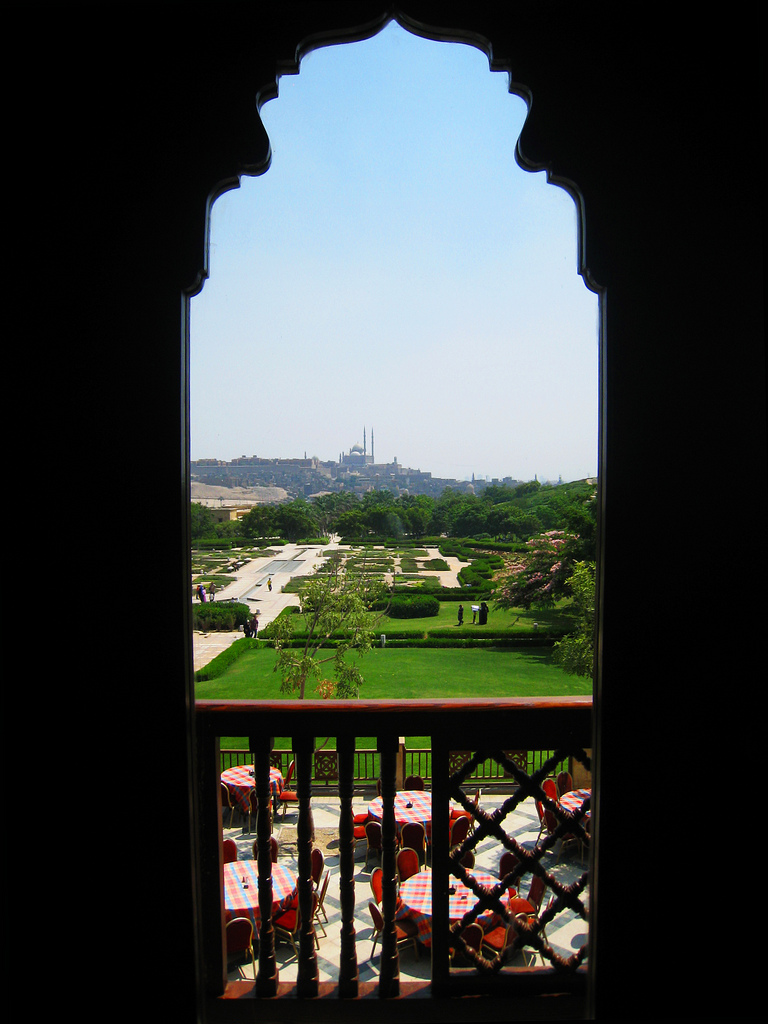
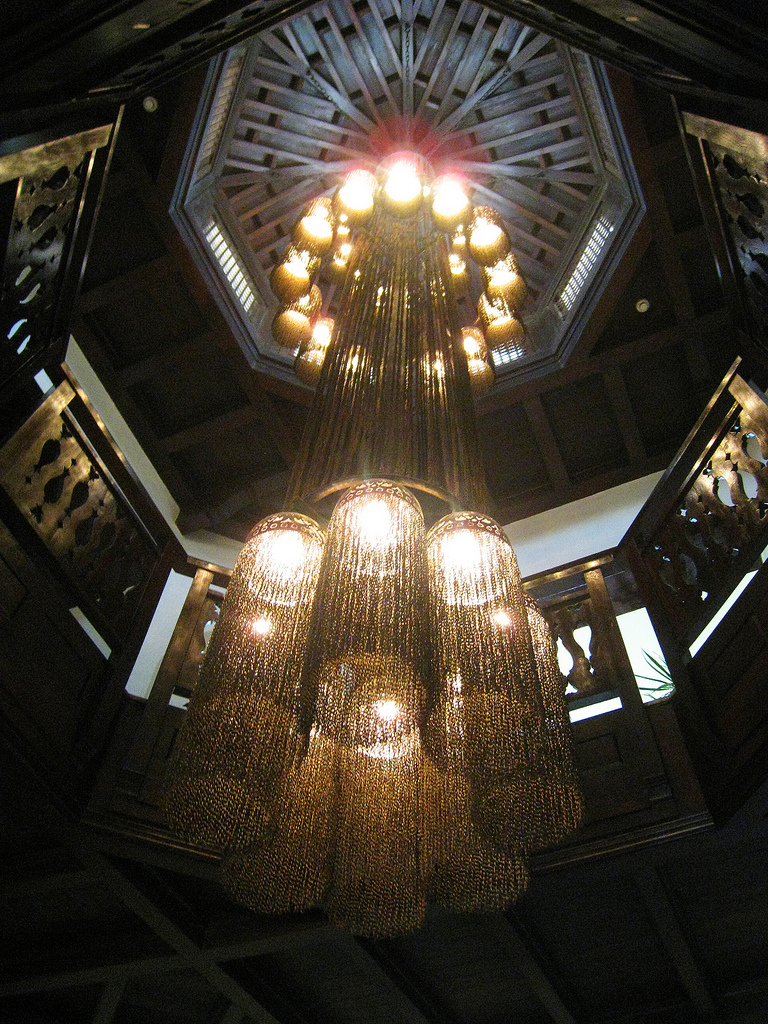
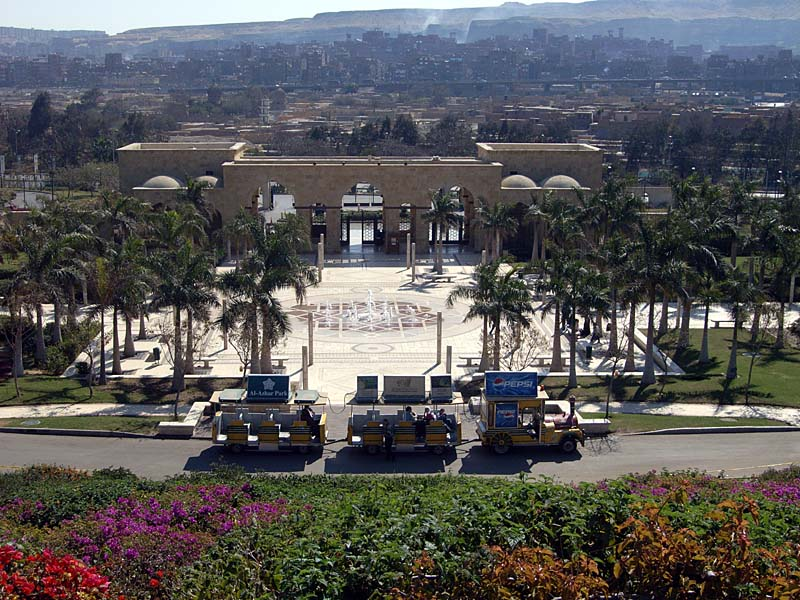
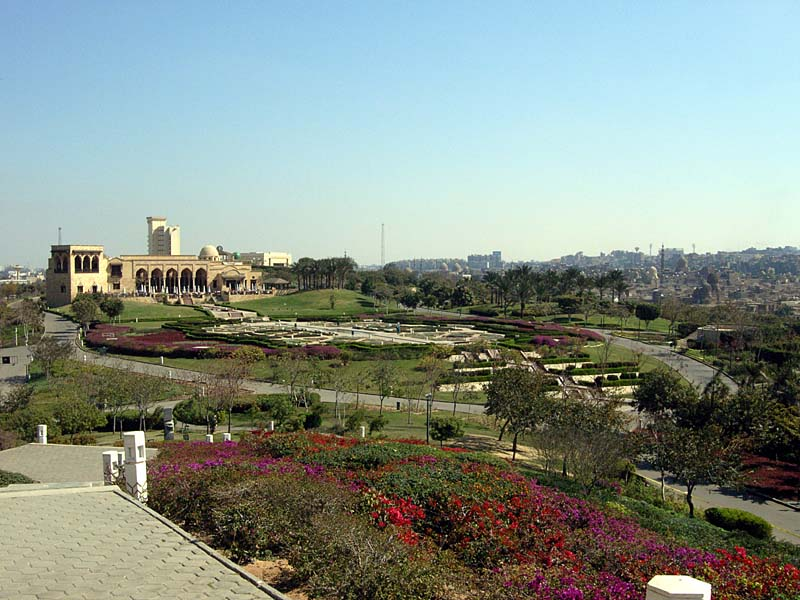
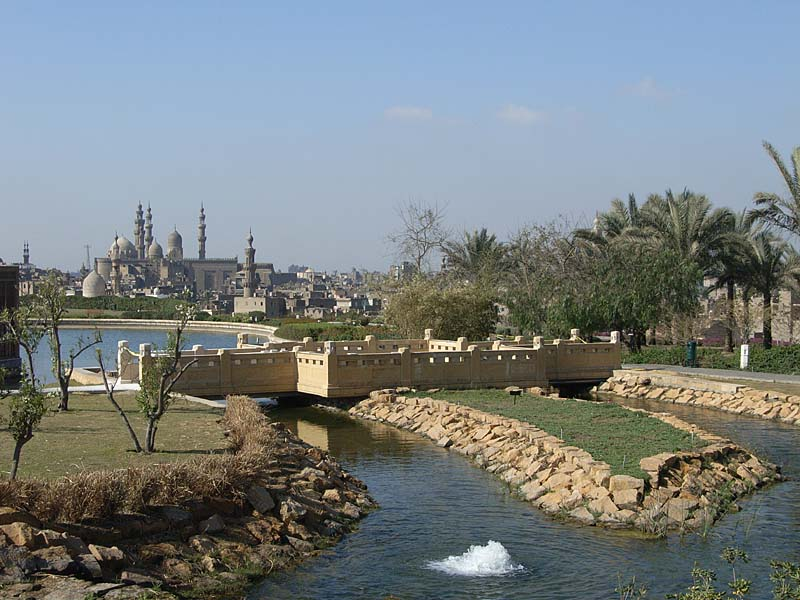
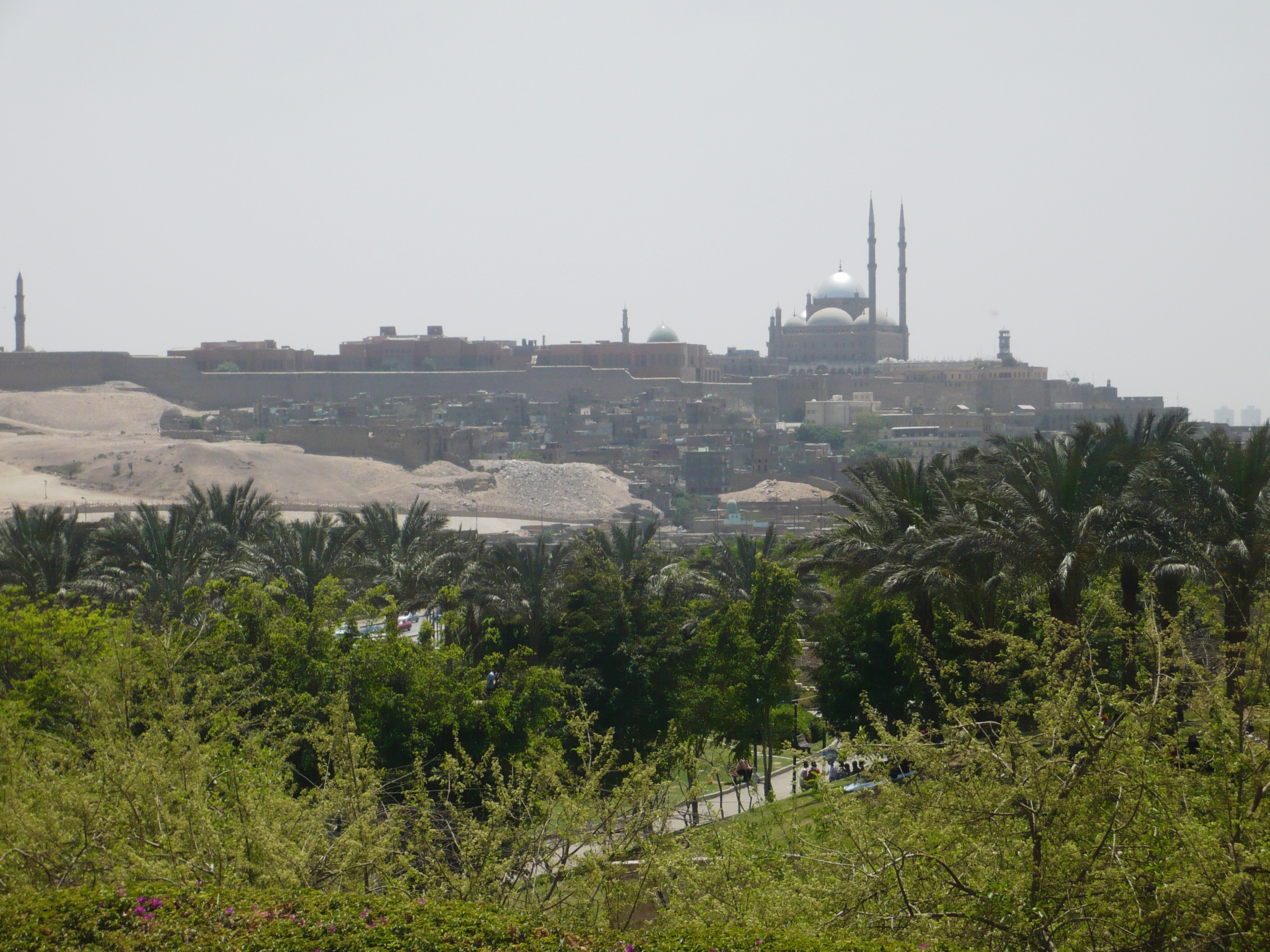
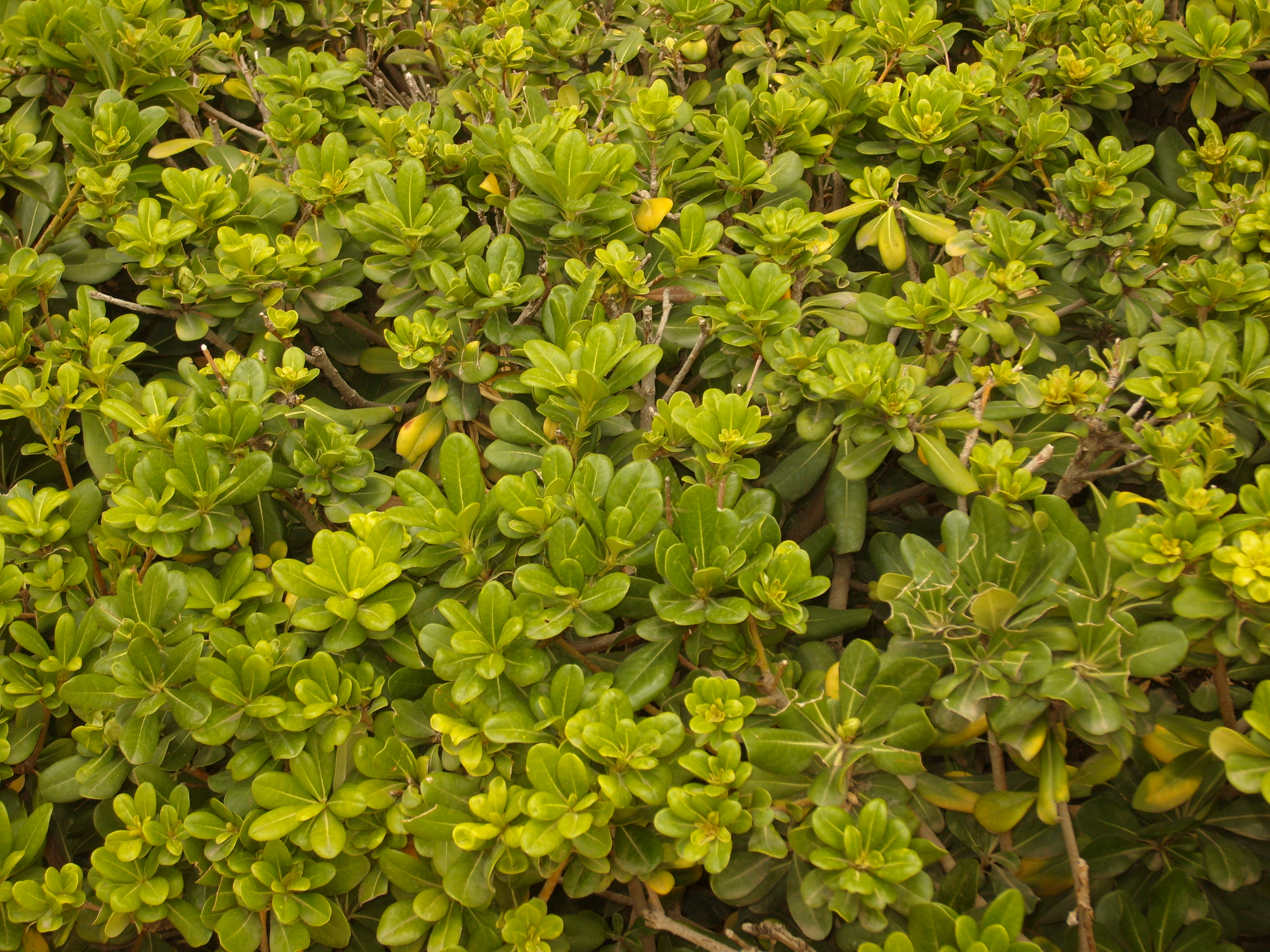
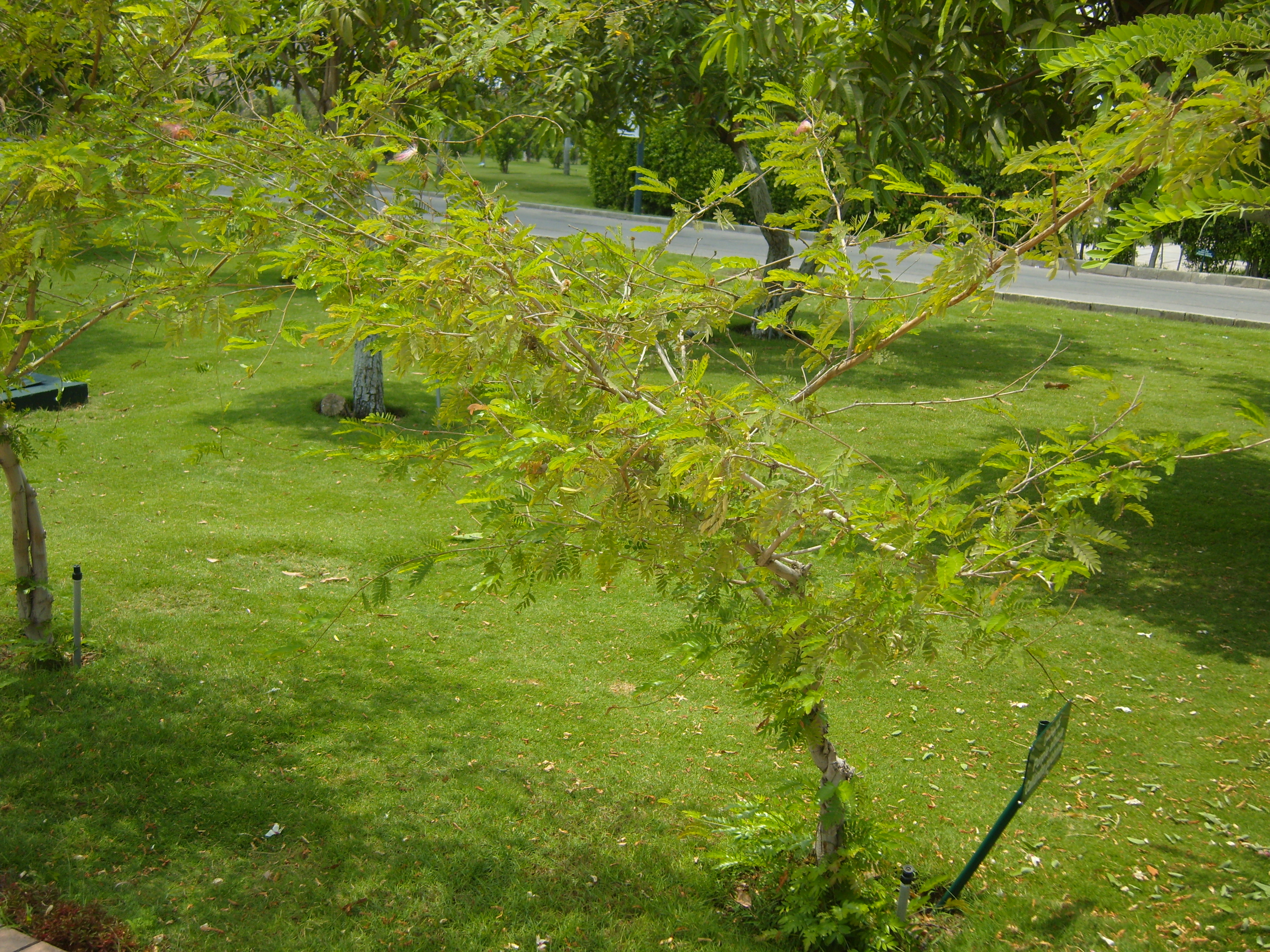
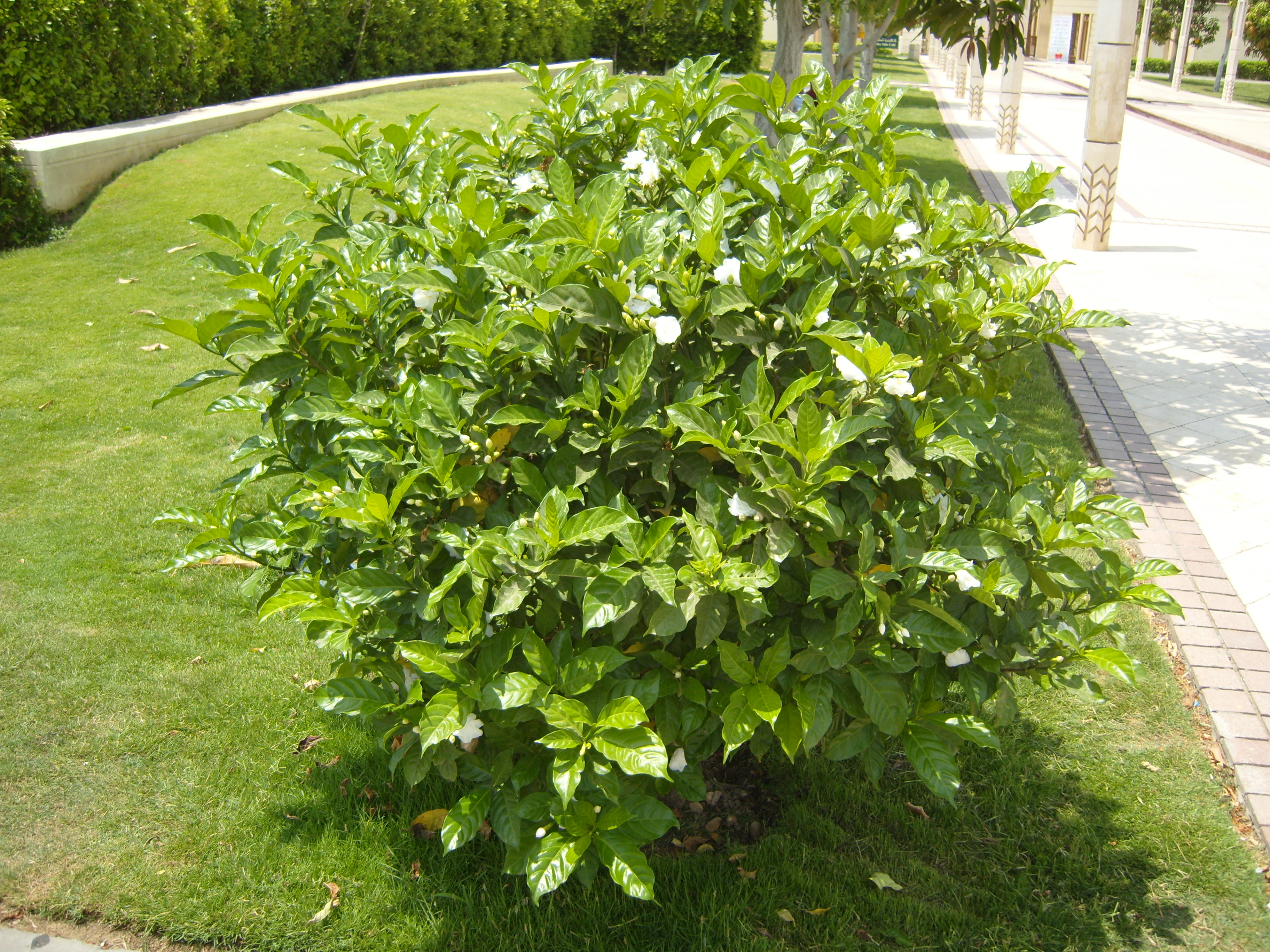
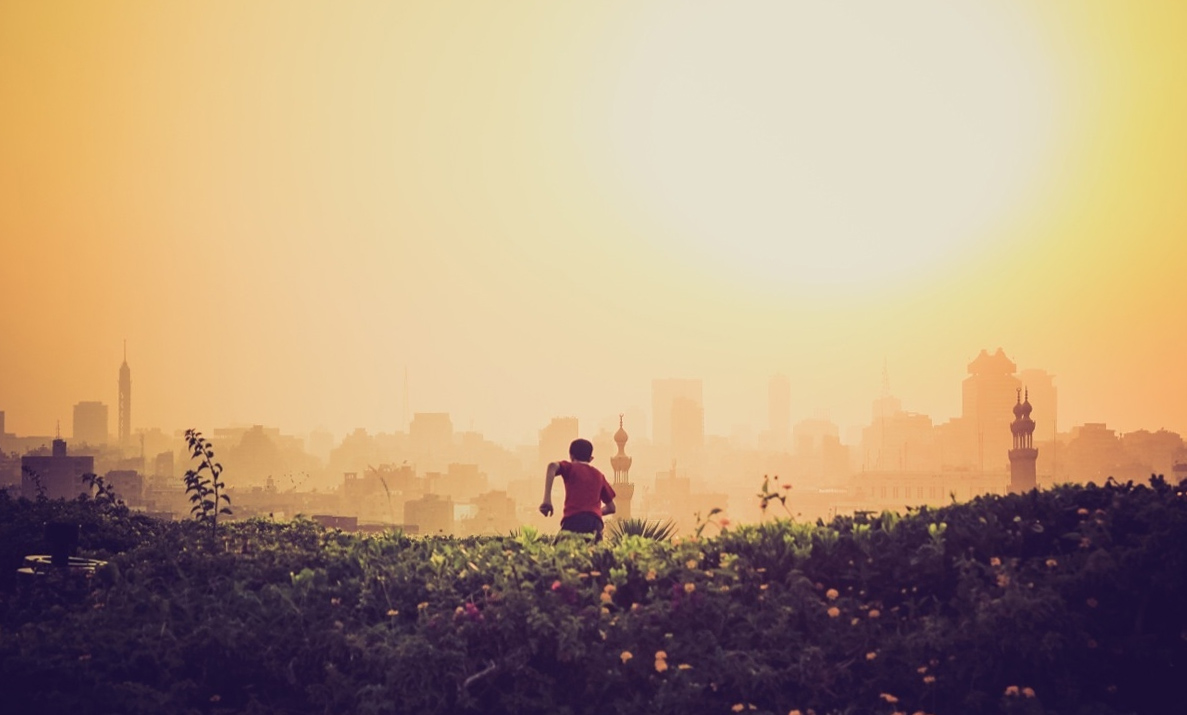
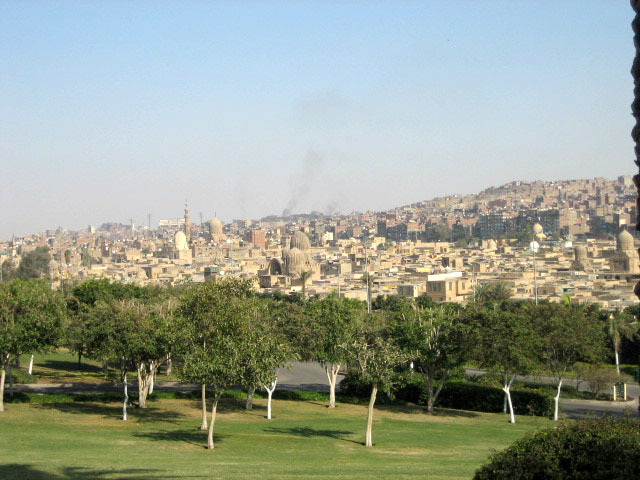
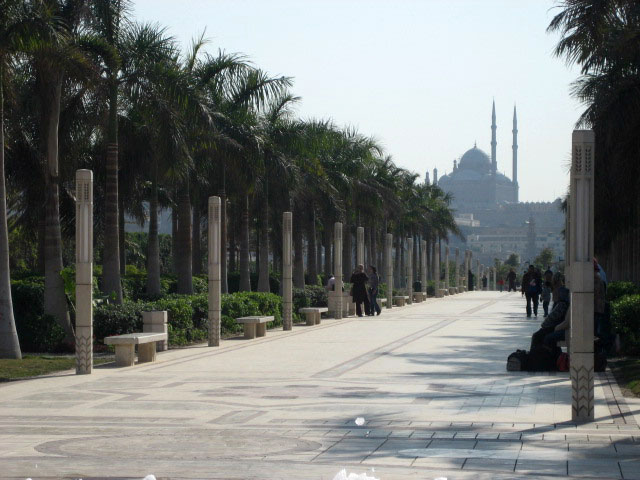
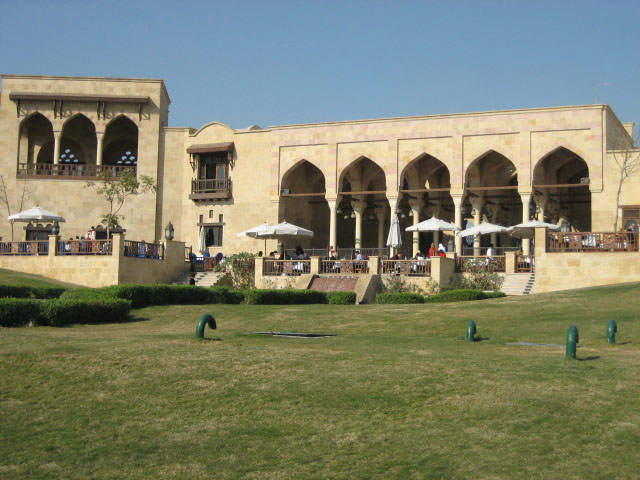
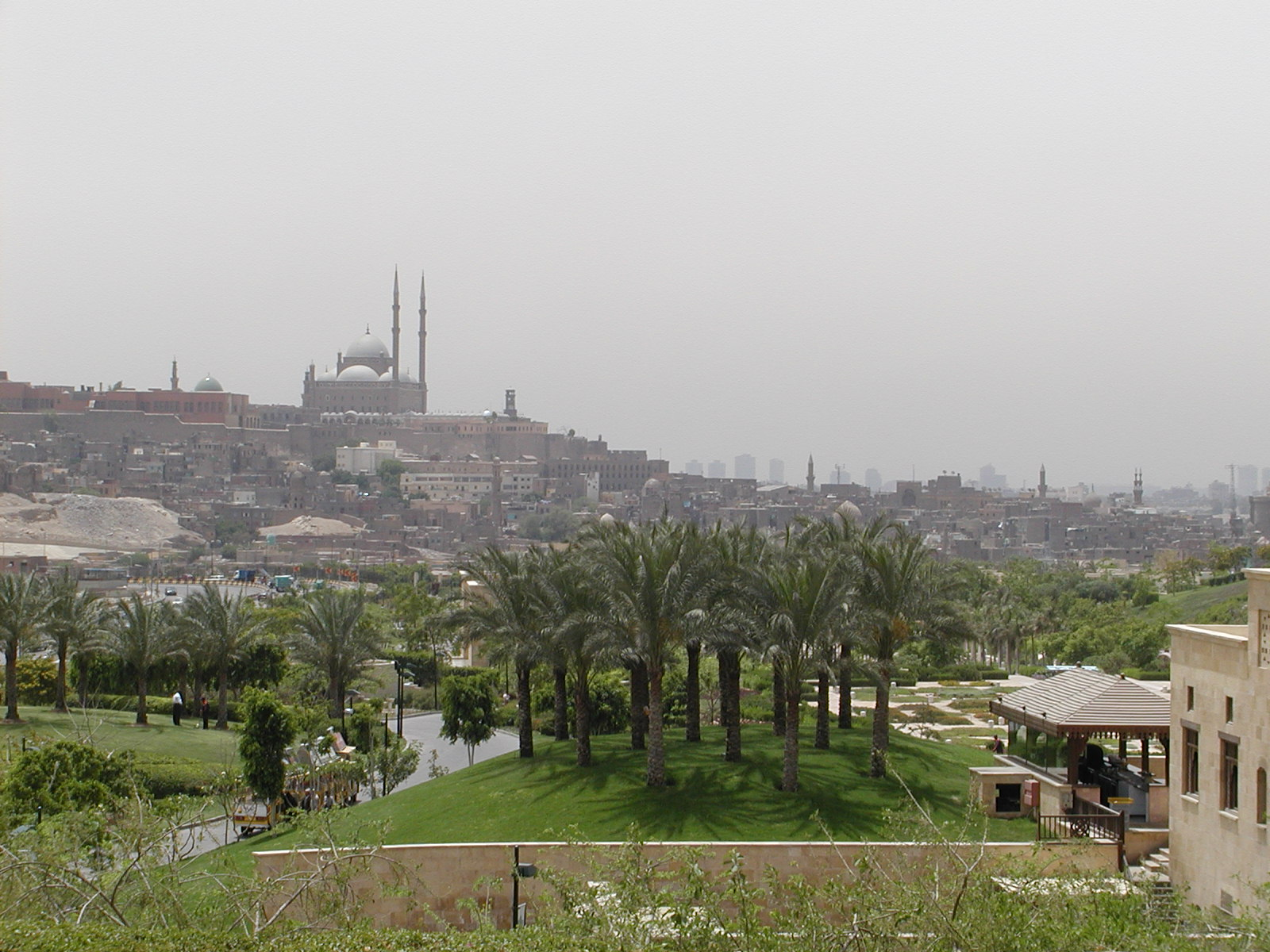
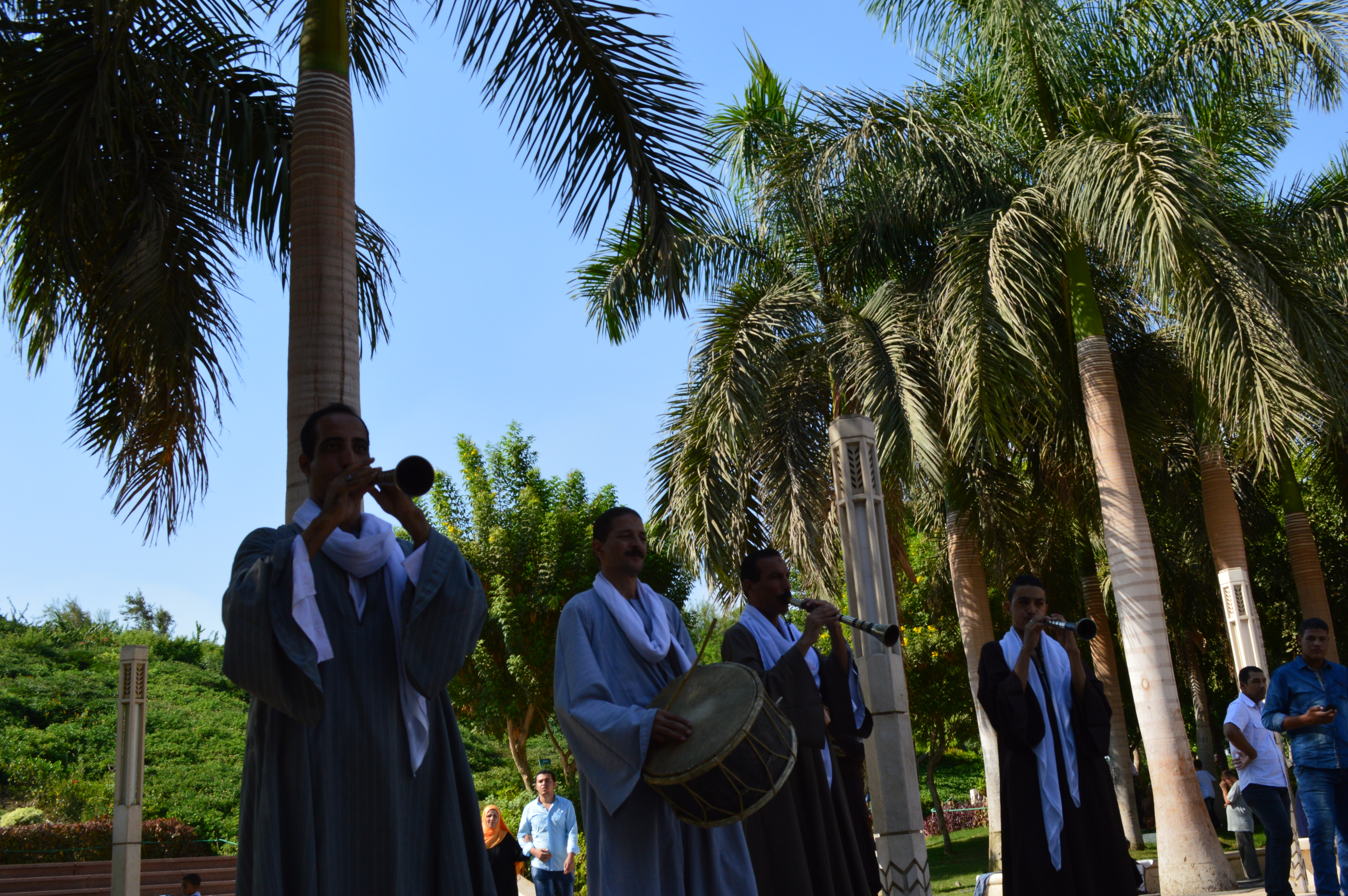
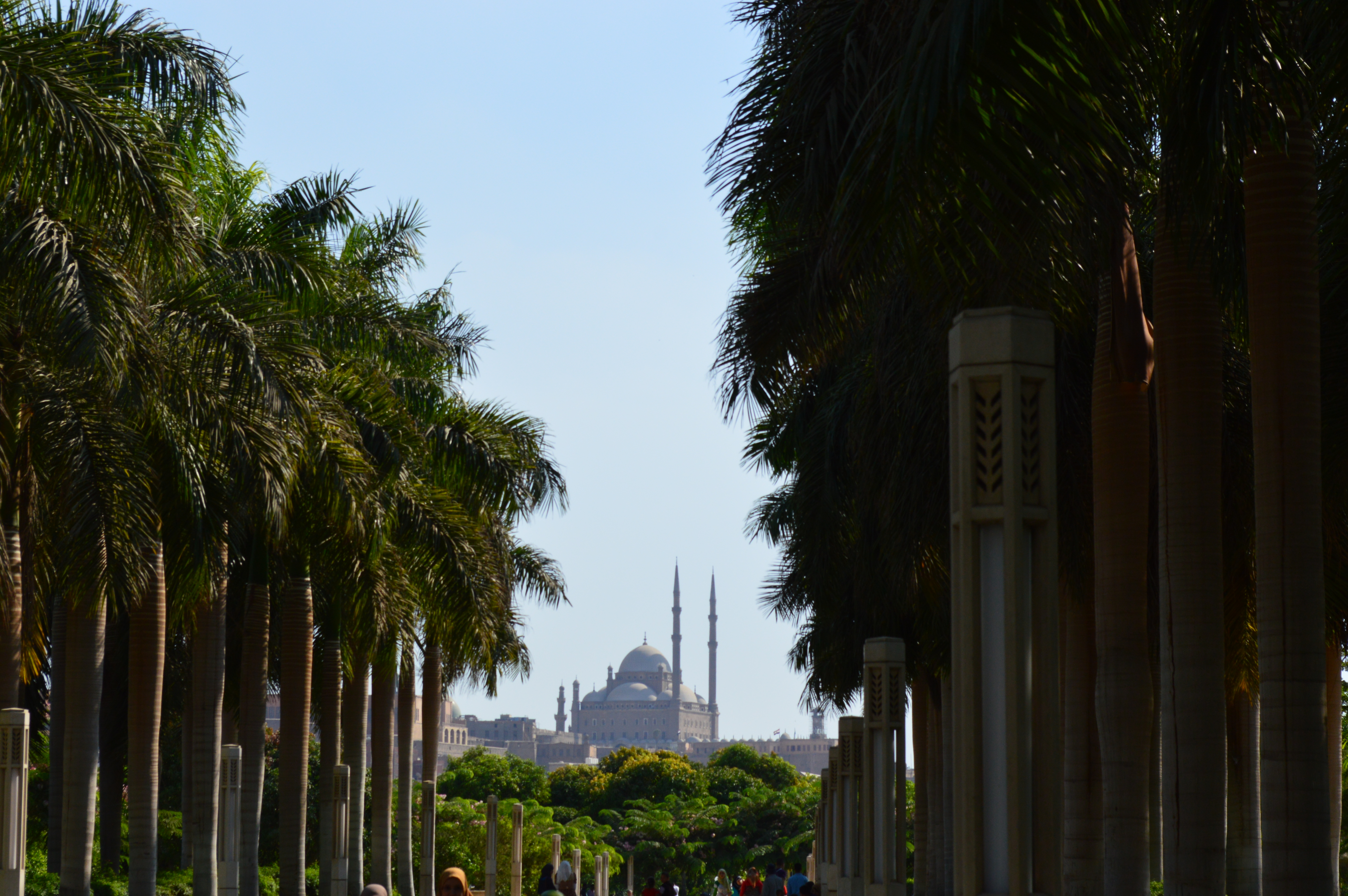
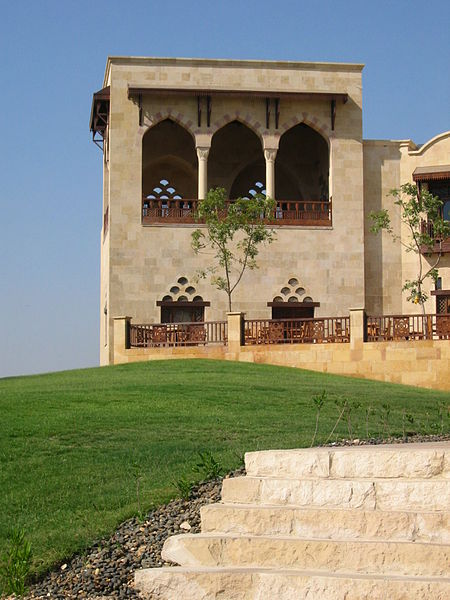
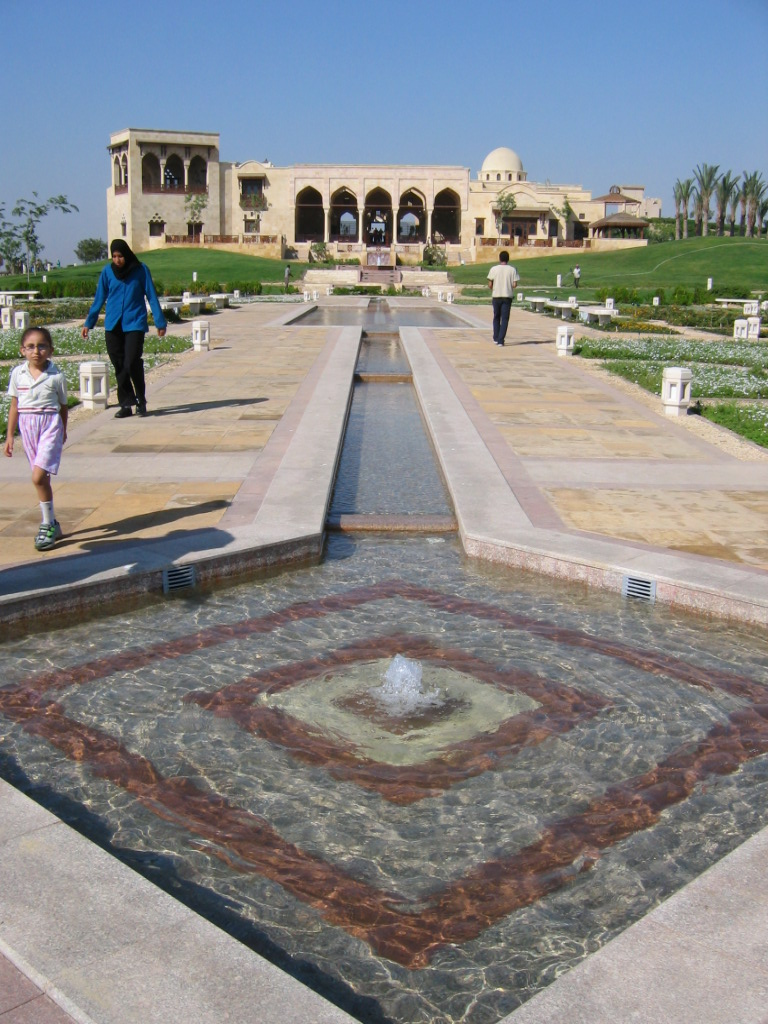
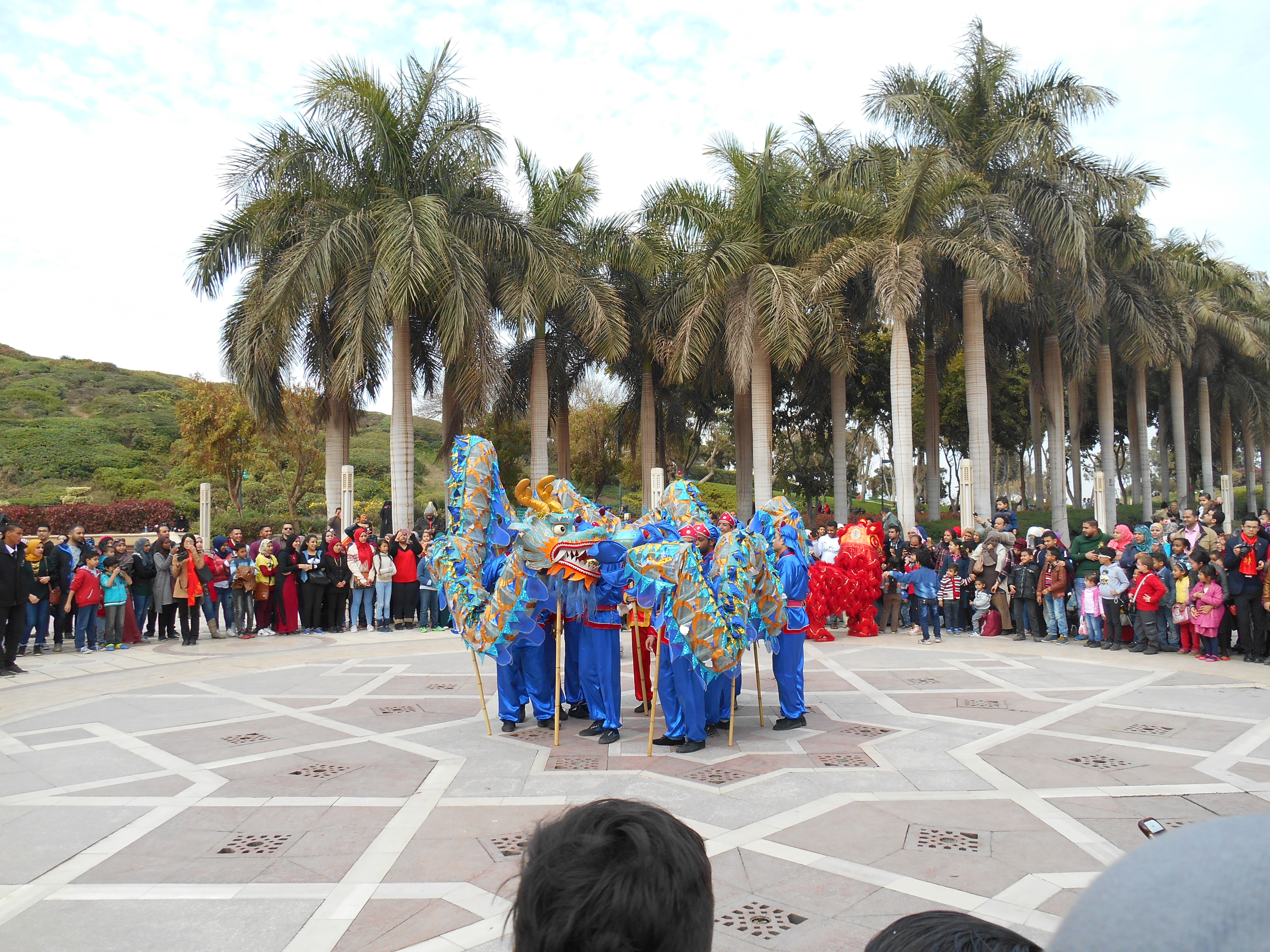
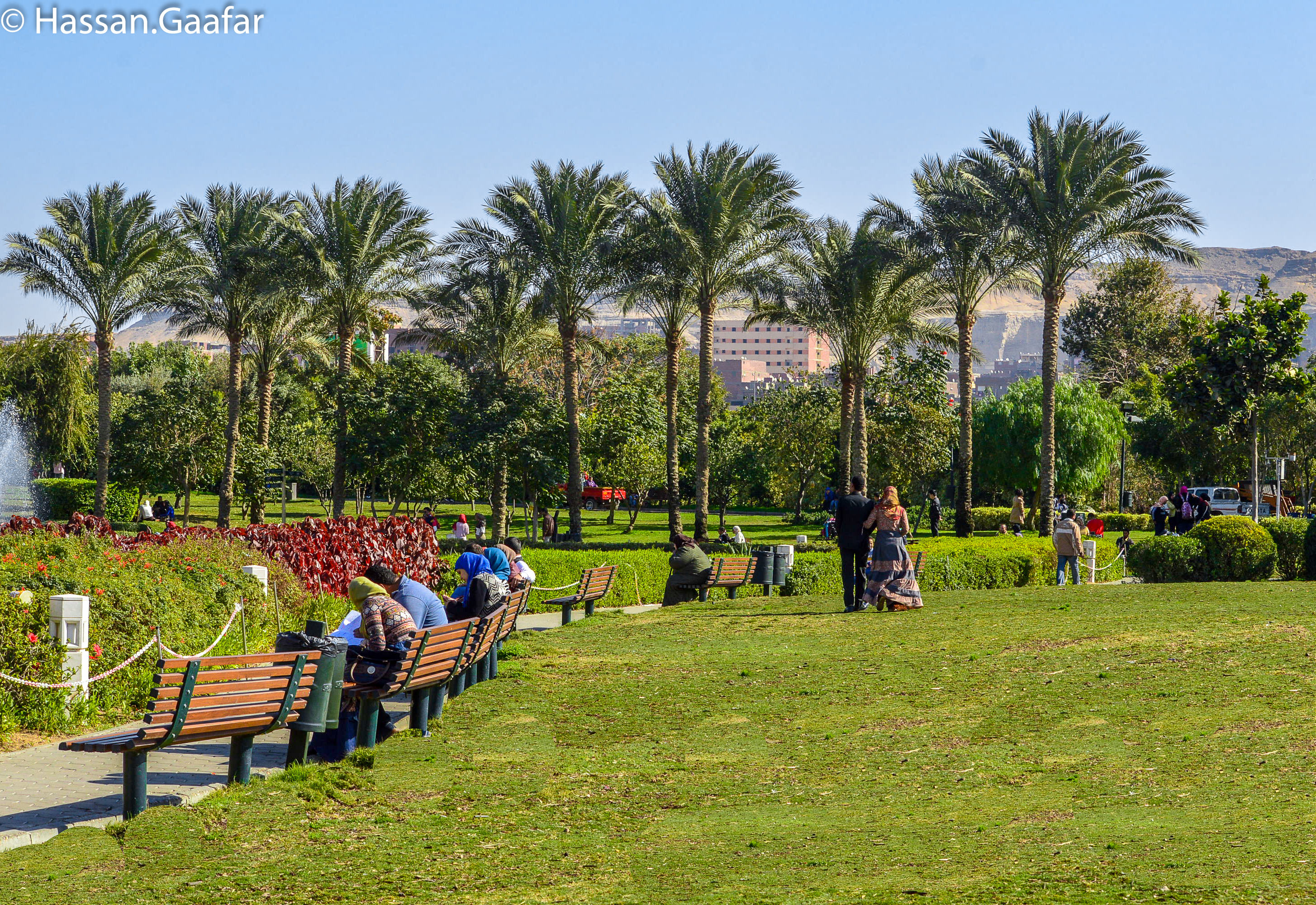
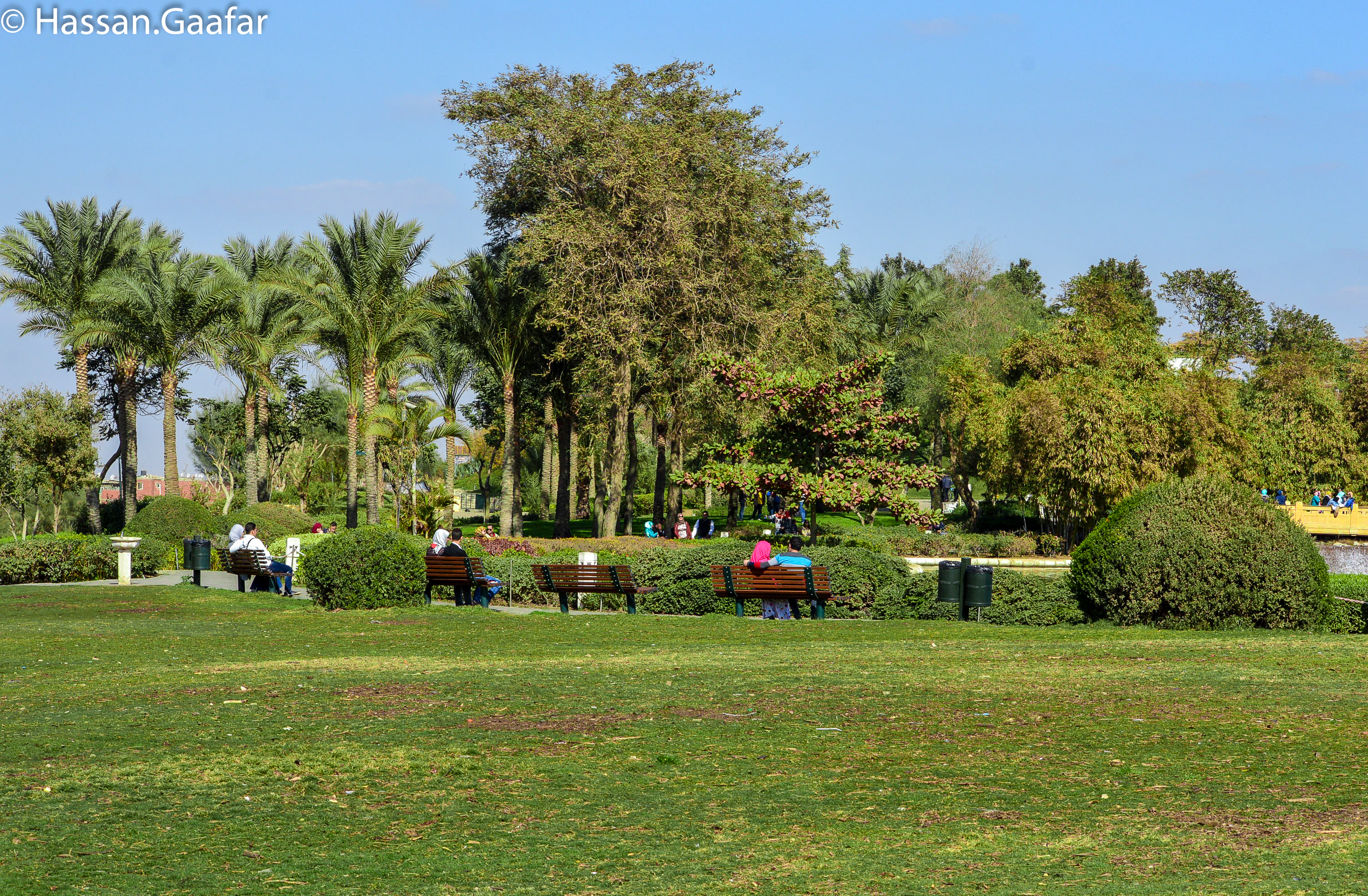
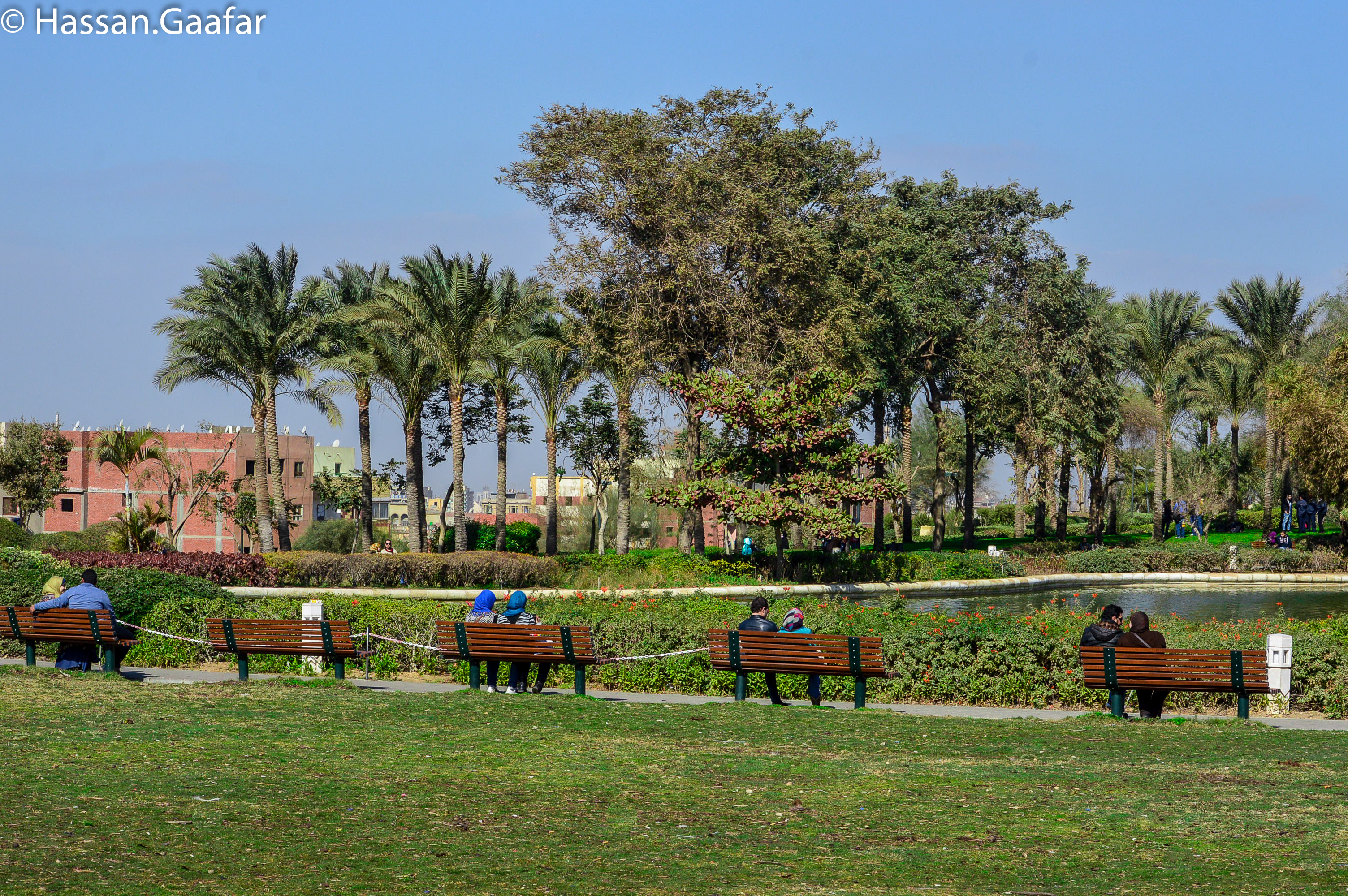
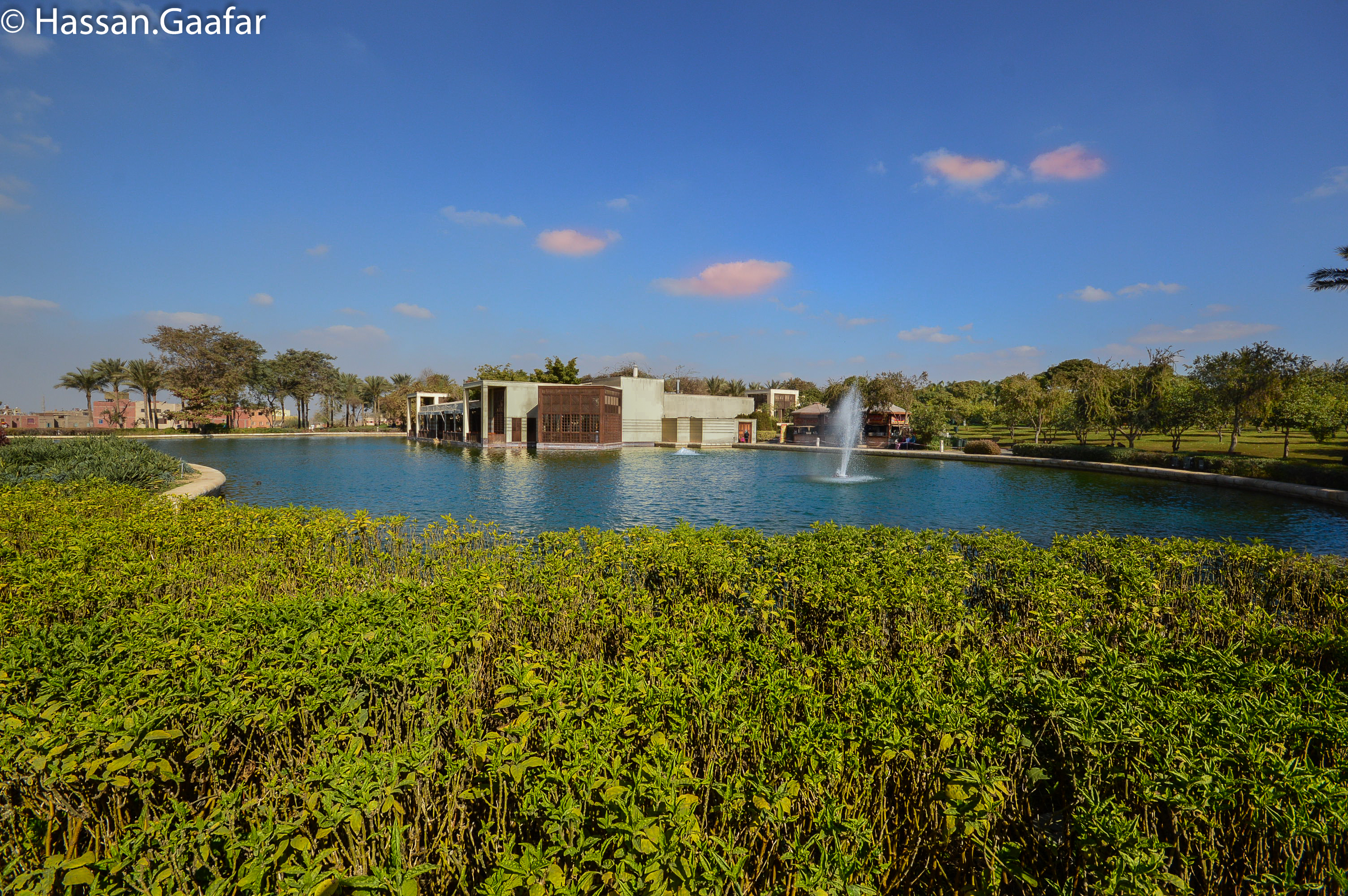
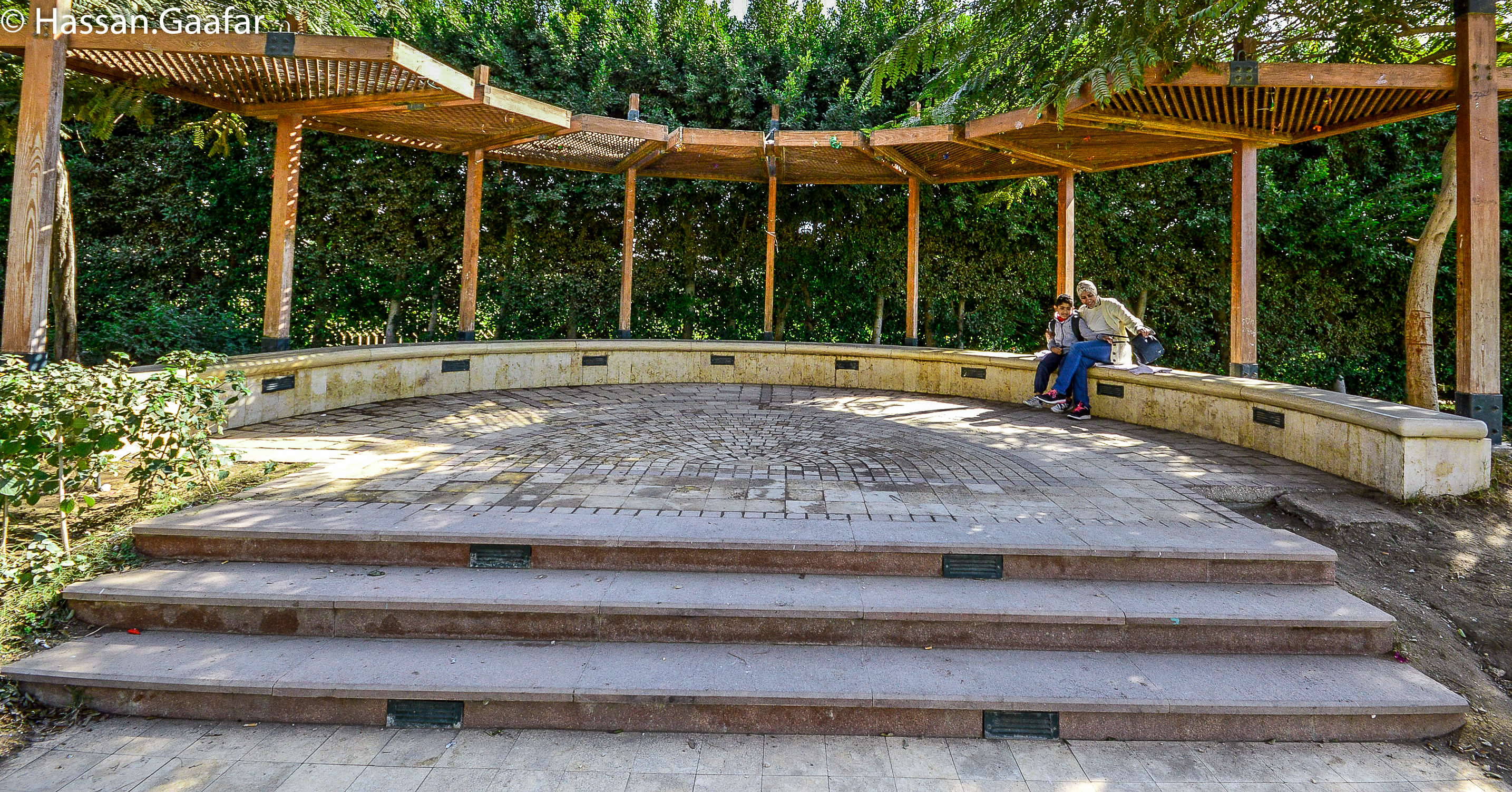
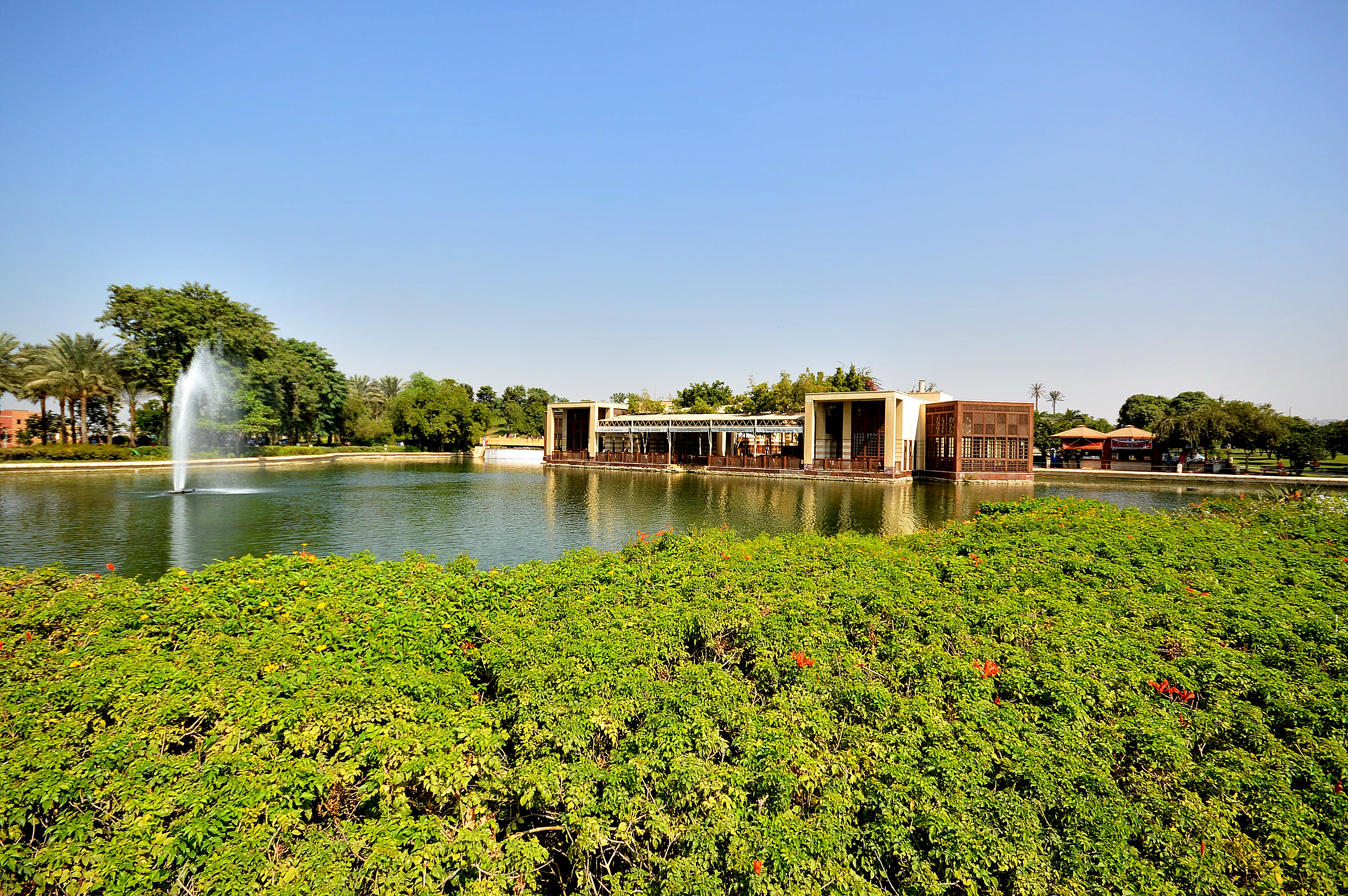
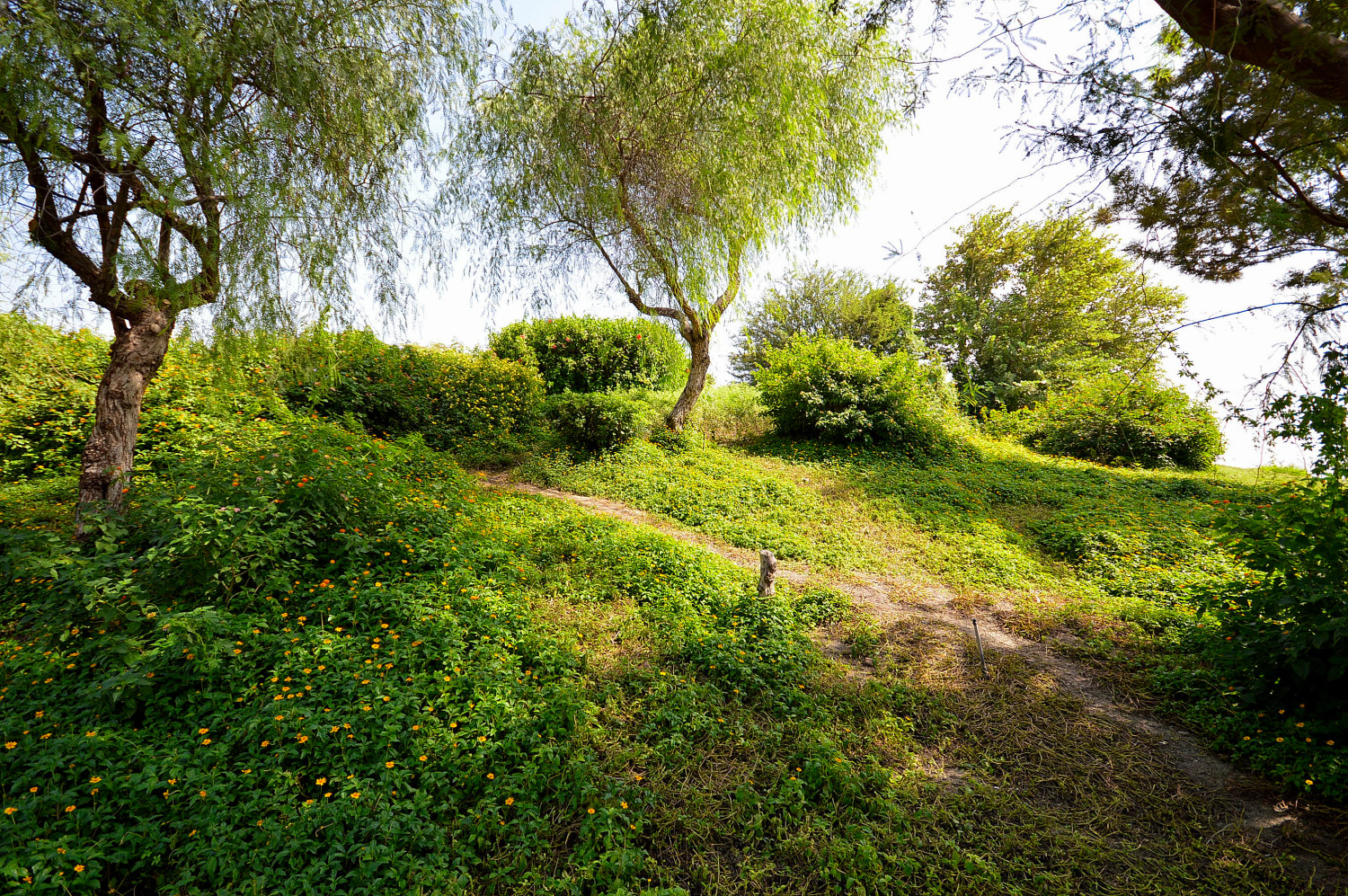
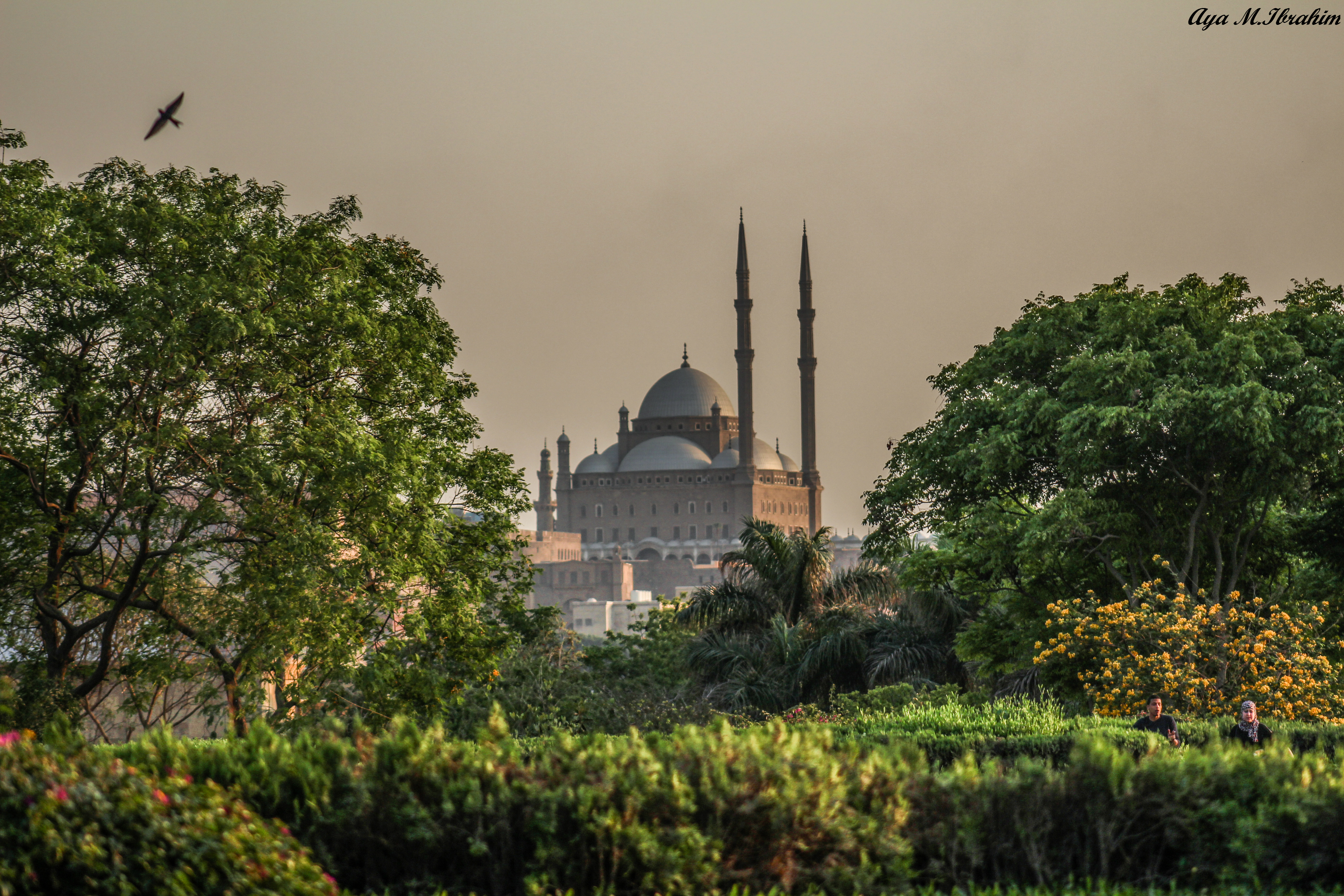